# Clasificación de automóviles

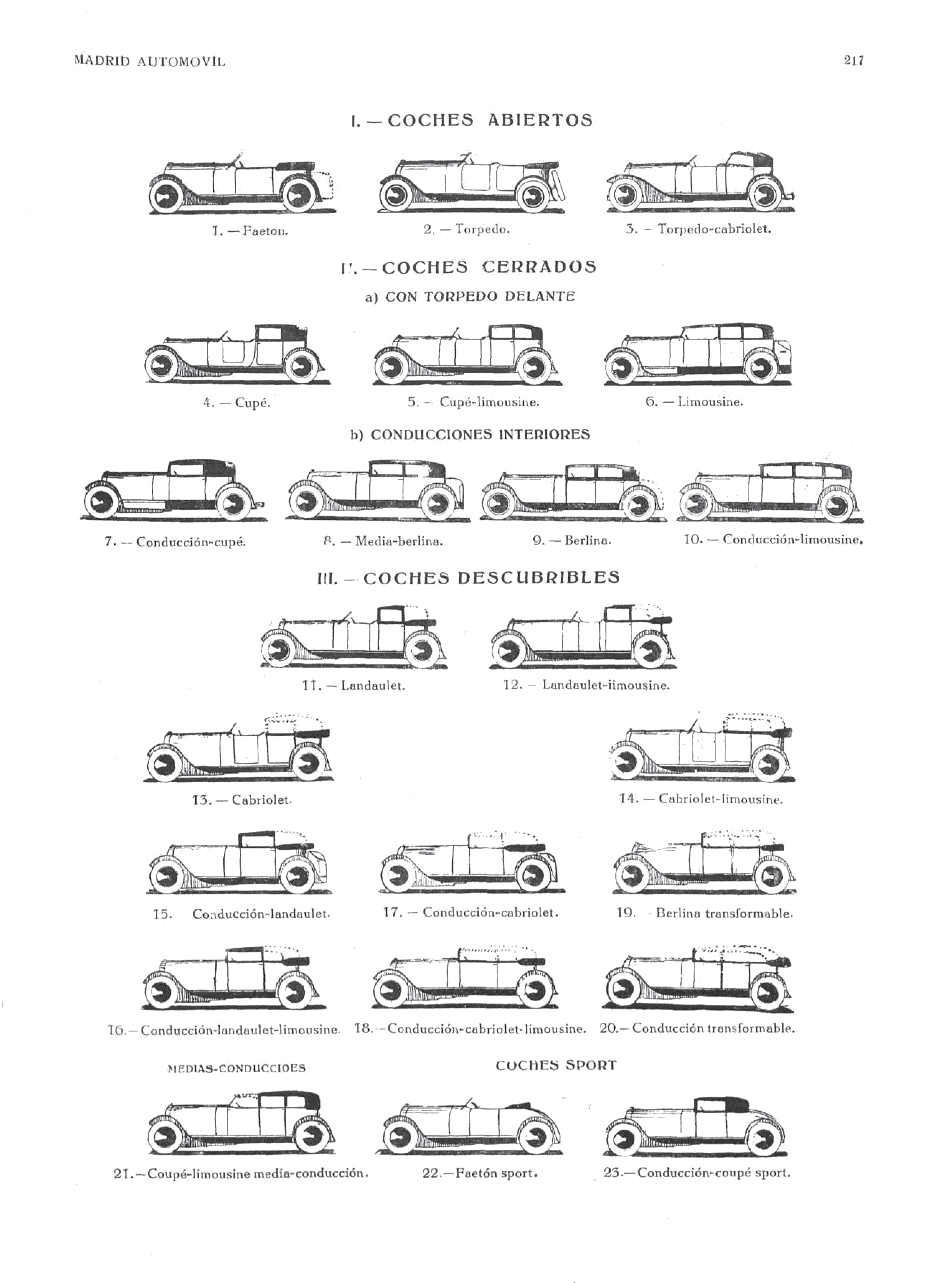
Tipos de automóviles (Revista Madrid Automóvil, 1930)

La clasificación de automóviles es un término general que se refiere a la manera de agrupar vehículos en categorías según sus características técnicas y comerciales. Un «automóvil de pasajeros» está pensado para el transporte privado de personas, aunque también se puedan cargar objetos grandes. Esta definición incluye los automóviles deportivos, todoterrenos, de turismo, monovolúmenes, los pickups y las furgonetas con varias filas de asientos. La normativa de la Unión Europea ha simplificado estas clasificaciones, estableciendo seis subcategorías basadas en criterios funcionales para los vehículos destinados al transporte de viajeros de hasta ocho plazas además de la del conductor.

## Historia
Desde la aparición de los primeros carros sin caballos a finales del siglo XIX, las denominaciones de los distintos tipos de automóviles en un principio heredaron los nombres de los coches de caballos con cuya distribución de puertas, asientos, ventanillas o techo más se asemejaban. Así, términos como cupé, berlina, cabriolé, faetón o landó son directamente nombres de carruajes, casi siempre procedentes del francés.
Ya en la década de 1930, la gran diversidad existente en la designación de los diferentes tipos de carrocerías, hizo que la Cámara Sindical de Carroceros de París presentara una propuesta para unificar los nombres de los tipos de coches, compuesta por 23 denominaciones y clases:
I.—Coches abiertos.
- Faetón, con dos puertas.
- Torpedo, con cuatro puertas.
- Torpedo-cabriolé, con cuatro puertas, cubriéndose las dos plazas traseras con una capota que alcanza hasta el segundo parabrisas.

II.—Coches cerrados.
a) Con delantera descubierta:
- Cupé, con cuatro puertas y dos cristales.
- Cupé-Limusine, con cuatro puertas y cuatro cristales.
- Limusine, cuatro puertas, cuatro cristales y tejadillo hasta el parabrisas.

b) Conducciones interiores:
- Conducción cupé, dos puertas y dos cristales.
- Media-berlina, dos puertas y cuatro cristales.
- Berlina, cuatro puertas y cuatro cristales.
- Conducción-limousine, cuatro puertas y seis cristales.

III.—Coches descubribles.
a) Descubribles con delantera descubierta:
- Landaulet, con cuatro puertas y dos cristales.
- Landaulet-limousine, cuatro puertas y cuatro cristales.
- Cabriolet, cuatro puertas y dos critstales.
- Cabriolet-limousine, cuatro puertas y cuatro cristales.

b) Conducciones interiores descubribles:
- Conducción-landaulet, dos puertas y dos cristales.
- Conducción-landaulet-limusine, dos puertas y cuatro cristales.
- Berlina-landaulet, cuatro puertas y cuatro cristales.
- Conducción-limousine-landaulet, cuatro puertas y seis cristales.
- Conducción-cabriolet, dos puertas y dos cristales.
- Conducción-cabriolet-limousine, dos puertas y cuatro cristales.
- Berlina transformable, cuatro puertas y cuatro cristales.
- Conducción transformable, cuatro puertas y seis cristales.

c) Medias-conducciones-interiores:
- Cupé-limousine-media-conducción, cuatro puertas y cuatro cristales.

Coches Sport.
- Se denominan así los mismos tipos corrientes de carrocería, que tienen en la parte trasera una o dos plazas suplementarias, aunque estas se utilicen solo como portaequipajes. Como, por ejemplo, el Cupé-Sport, y la Conducción-cupé-sport.

Algunas de estas clasificaciones, como por ejemplo "torpedo", prácticamente ya no se utilizan, pero se han generalizado desde los años 1960 y 1970 nuevos términos para designar otras tipologías de carrocería, como monovolumen y compacto.
La complejidad de establecer clasificaciones unívocas proviene de la existencia de numerosos vehículos situados a caballo entre dos o más categorías tradicionales, por lo que el mismo automóvil puede quedar encuadrado en varias clasificaciones simultáneamente. Esto ha llevado a algunos especialistas del mundo del automóvil a simplificar la gran variedad existente en unas pocas clases arquetípicas. Por ejemplo, el autor británico G. N. Georgano, en su obra dedicada a los automóviles de los años 1970 y 1980, los divide en cuatro grandes categorías: polivalentes, coches de lujo, deportivos y todoterrenos.
Para evitar esta ambigüedad, la Unión Europea estableció en 2018 las categorías siguientes:
| Ref. | Código | Nombre                     | Definición (Vehículos pertenecientes a la categoría M1) |
| ---- | ------ | -------------------------- | --- |
| 2.1. | AA     | Berlina                    | Vehículo definido en el apartado 3.1.1.1 de la norma internacional ISO 3833:1977, provisto de al menos cuatro ventanillas laterales. |
| 2.2. | AB     | Berlina con portón trasero | Berlina, tal como se define en el punto 2.1, con un portón en su parte trasera |
| 2.3. | AC     | Familiar                   | Vehículo definido en el apartado 3.1.1.4 de la norma internacional ISO 3833:1977. |
| 2.4. | AD     | Cupé                       | Vehículo definido en el apartado 3.1.1.5 de la norma internacional ISO 3833:1977. |
| 2.5. | AE     | Descapotable               | Vehículo definido en el apartado 3.1.1.6 de la norma internacional ISO 3833:1977. No obstante, un descapotable puede no tener puerta. |
| 2.6. | AF     | Multiuso                   | Vehículo distinto de los vehículos AA a AE y AG destinado al transporte de personas y su equipaje, u ocasionalmente mercancías, en un compartimento único. |
| 2.7. | AG     | Camioneta familiar         | Vehículo definido en el apartado 3.1.1.4.1 de la norma internacional ISO 3833:1977. No obstante, el compartimento para el equipaje deberá estar completamente separado del compartimento para personas. Además, el punto de referencia de la plaza de asiento del conductor no tiene que estar 750 mm por encima de la superficie en la que se apoya el vehículo. |

Las últimas normativas también tienden a clasificar los automóviles por el grado de contaminación atmosférica que producen. Por ejemplo, de acuerdo con la normativa de la Unión Europea, España ha establecido cinco categorías: 0 emisiones, ECO, C, B y A.

## Métodos de clasificación
Los vehículos se pueden categorizar de distintas formas. Por ejemplo, por el tipo de carrocería, por la construcción del vehículo, por el número de puertas y por el número de asientos con cinturón de seguridad.
Los gobiernos también pueden imponer un sistema de clasificación para cobrar una cantidad determinada de impuestos. En el Reino Unido, depende del tipo de construcción, del motor, del peso y del combustible o de las emisiones del vehículo.
Se usan otras regulaciones para vehículos de todo tipo de forma internacional (excepto en Australia, India y los Estados Unidos), como la ISO 3833-1977.

## Microcoche/Kei car

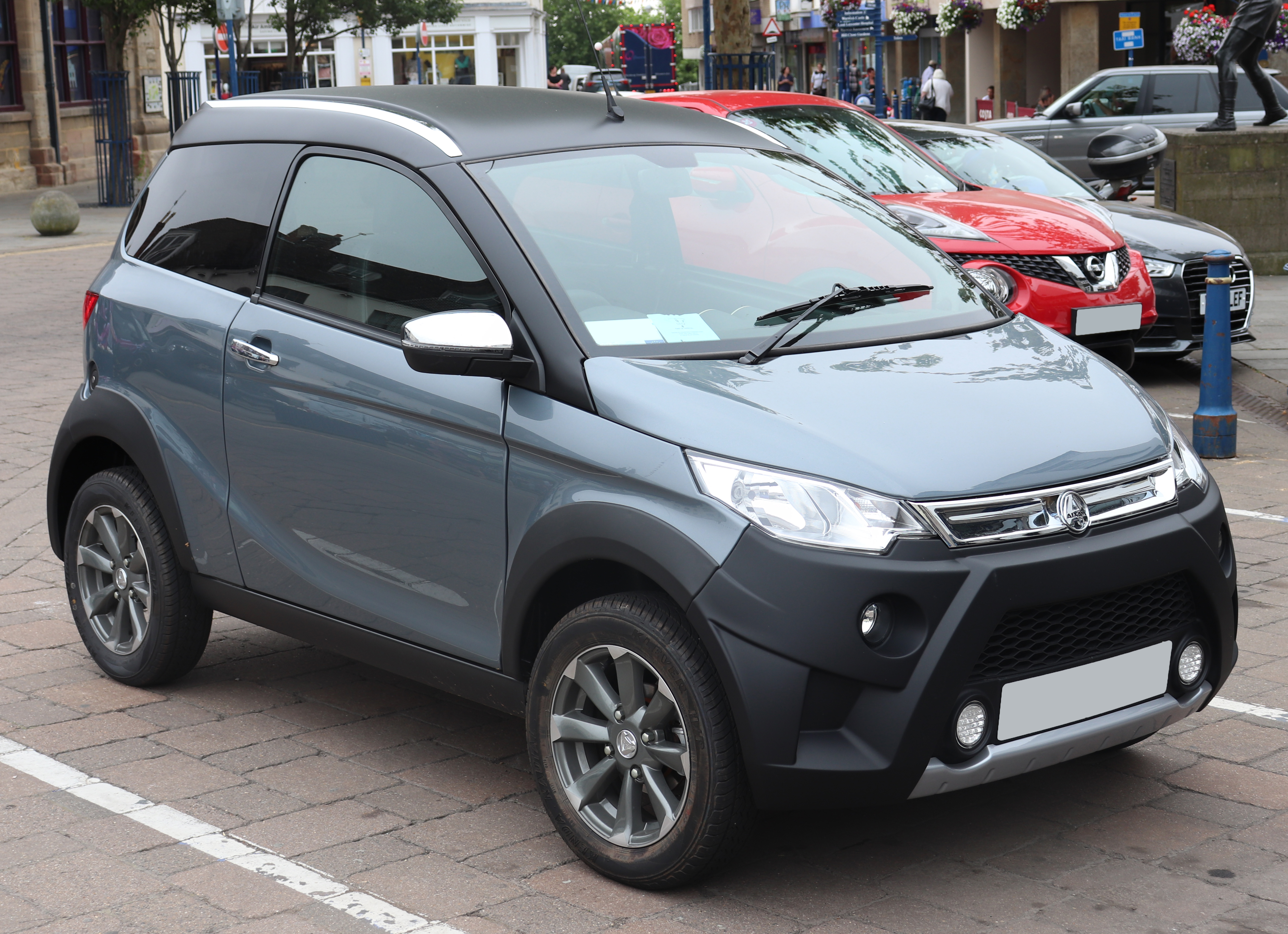
2018 Aixam Crossline

Los microcoches (y su equivalente japonés, los kei car), llamados en inglés microcar y coloquialmente «bolsa del pan», son la categoría de automóviles más pequeña.
Son un paso intermedio entre el coche y la motocicleta, sus coberturas viales son ajenas en algunos casos a las regulaciones de los vehículos normales y tienen unos requisitos legales más livianos. Sus motores no suelen pasar de los 700 cc (motor 0.7 L) y pueden tener 3 o 4 ruedas.
Los microcoches se hicieron muy populares en Europa tras la Segunda Guerra Mundial. Estuvieron precedidos por los voiturettes y los autociclos. Los kei cars se empezaron a utilizar en Japón en 1949.
Ejemplos de microcoches y kei cars:
- Honda Life
- Isetta
- Tata Nano

## Segmento A / Coche de ciudad / Minicompacto

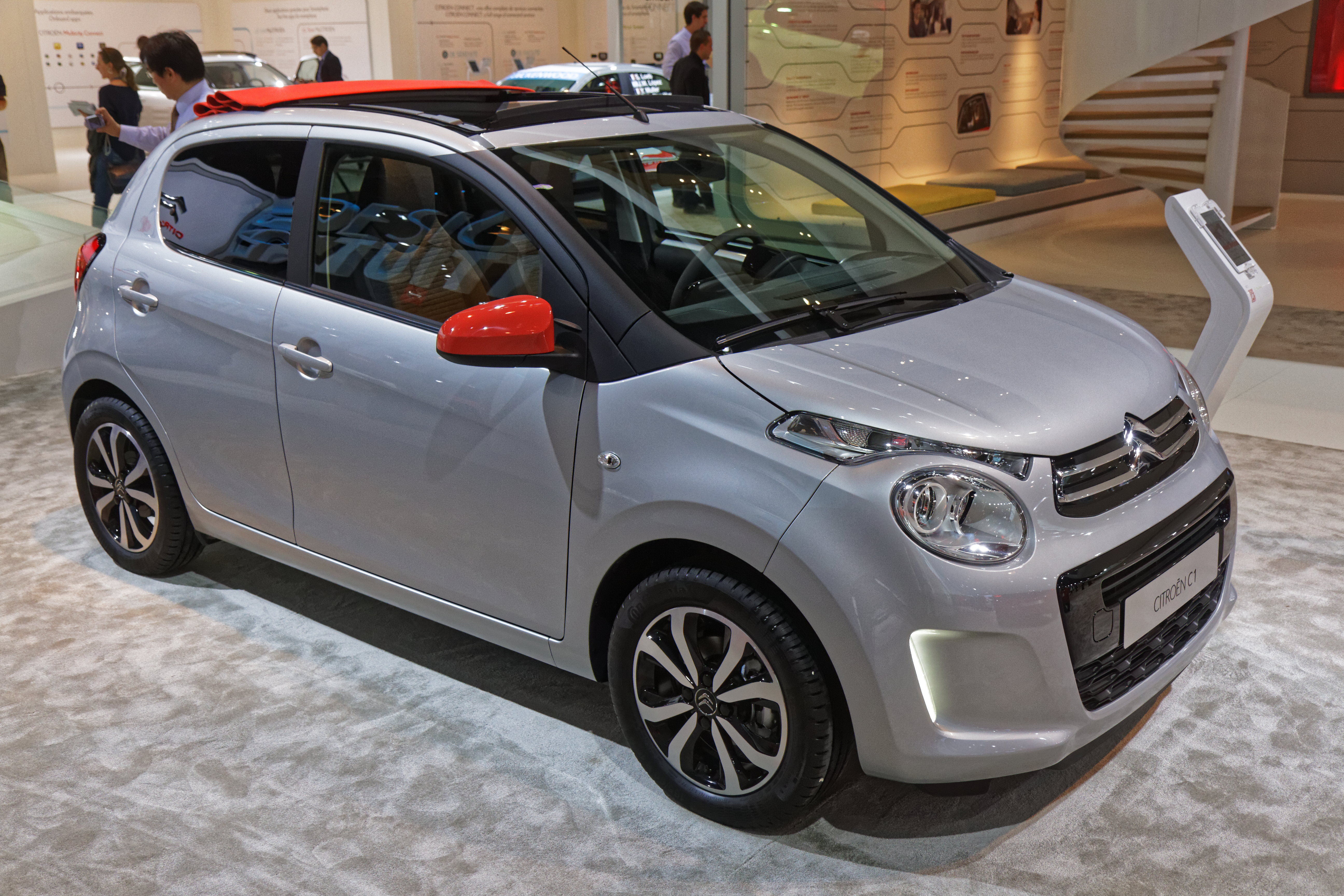
Citroën C1
De 2014 a la actualidad

La categoría más pequeña de vehículos registrados y matriculados como vehículos normales se llama «segmento A» en Europa, y también «coche de ciudad» en Europa y en los Estados Unidos. La Agencia de Protección Ambiental (EPA por sus siglas en inglés) de los Estados Unidos los define como «minicompactos», aunque este término no está muy extendido.
Los equivalentes al segmento A se comenzaron a fabricar a principios de 1920, aunque su popularidad aumentó en los años 1950. 
Ejemplos de coches del segmento A / de ciudad / minicompactos:
- El primer Mini.
- Fiat 500
- Hyundai i10
- Toyota Aygo

## Segmento B / Supermini / Subcompacto
..

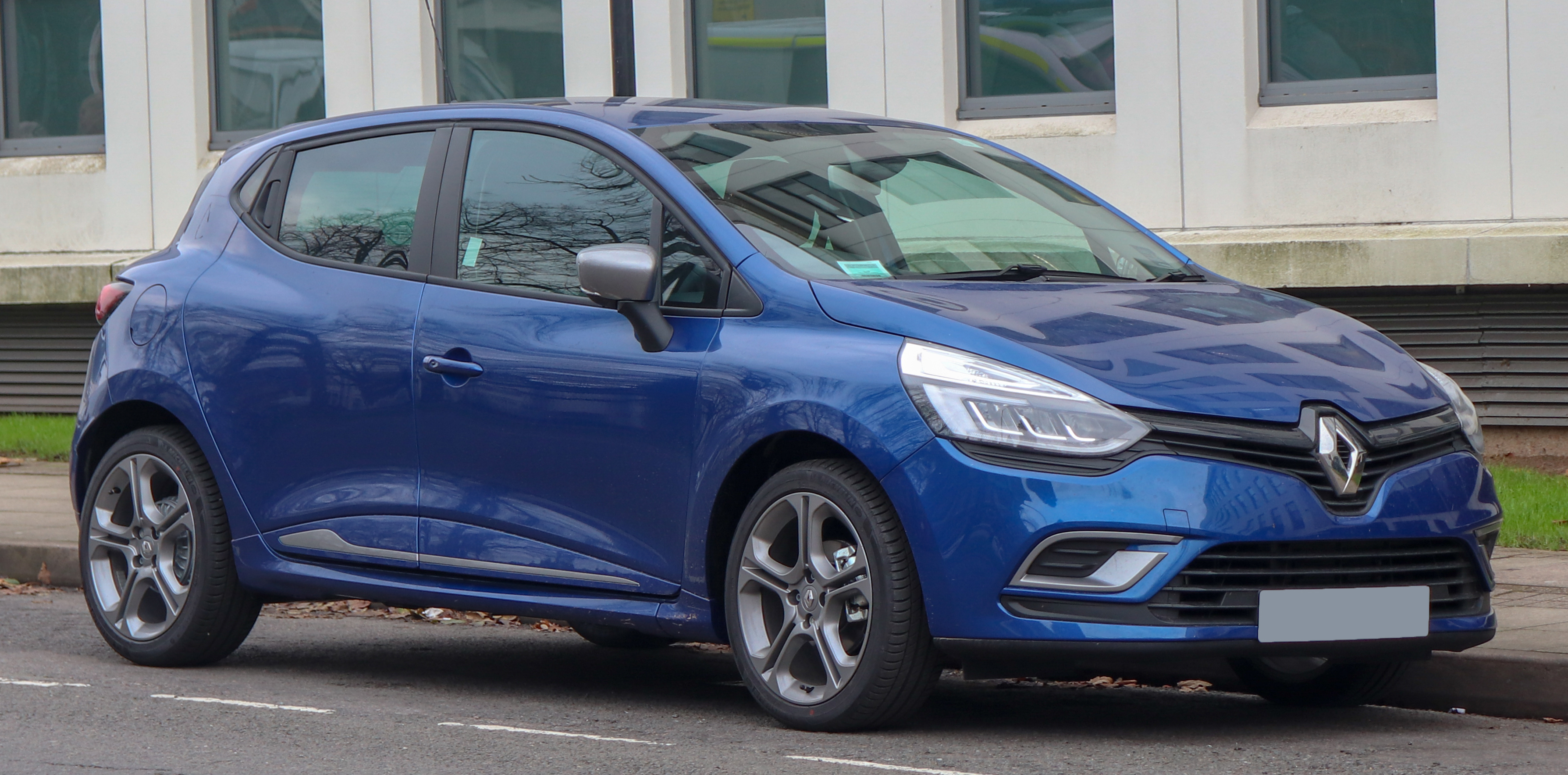
Renault Clio
De 2012 a 2019

La siguiente categoría de vehículos pequeños se llama «segmento B» en Europa, «supermini» en Reino Unido y subcompacto en los Estados Unidos.
En Europa (incluido Reino Unido) no hay ninguna definición formal de los vehículos del segmento B basada en sus dimensiones. En los Estados Unidos, el tamaño de un vehículo del segmento B, denominado «subcompacto», está definido por la Agencia de Protección Ambiental (EPA por sus siglas en inglés) por tener un volumen combinado de interior y carga de entre 2 400 y 2 800 L.
Los primeros vehículos de la categoría «supermini» en Gran Bretaña fueron el Vauxhall Chevette y el Ford Fiesta. 
En los Estados Unidos, los primeros «subcompactos» fabricados allí fueron el AMC Gremlin, el Chevrolet Vega y el Ford Pinto en 1970.
Otros ejemplos del segmento B / supermini / subcompactos:
- Chevrolet Sonic
- Hyundai Accent
- Volkswagen Polo
- Renault Zoe

## Segmento C / Compacto / Familiar pequeño

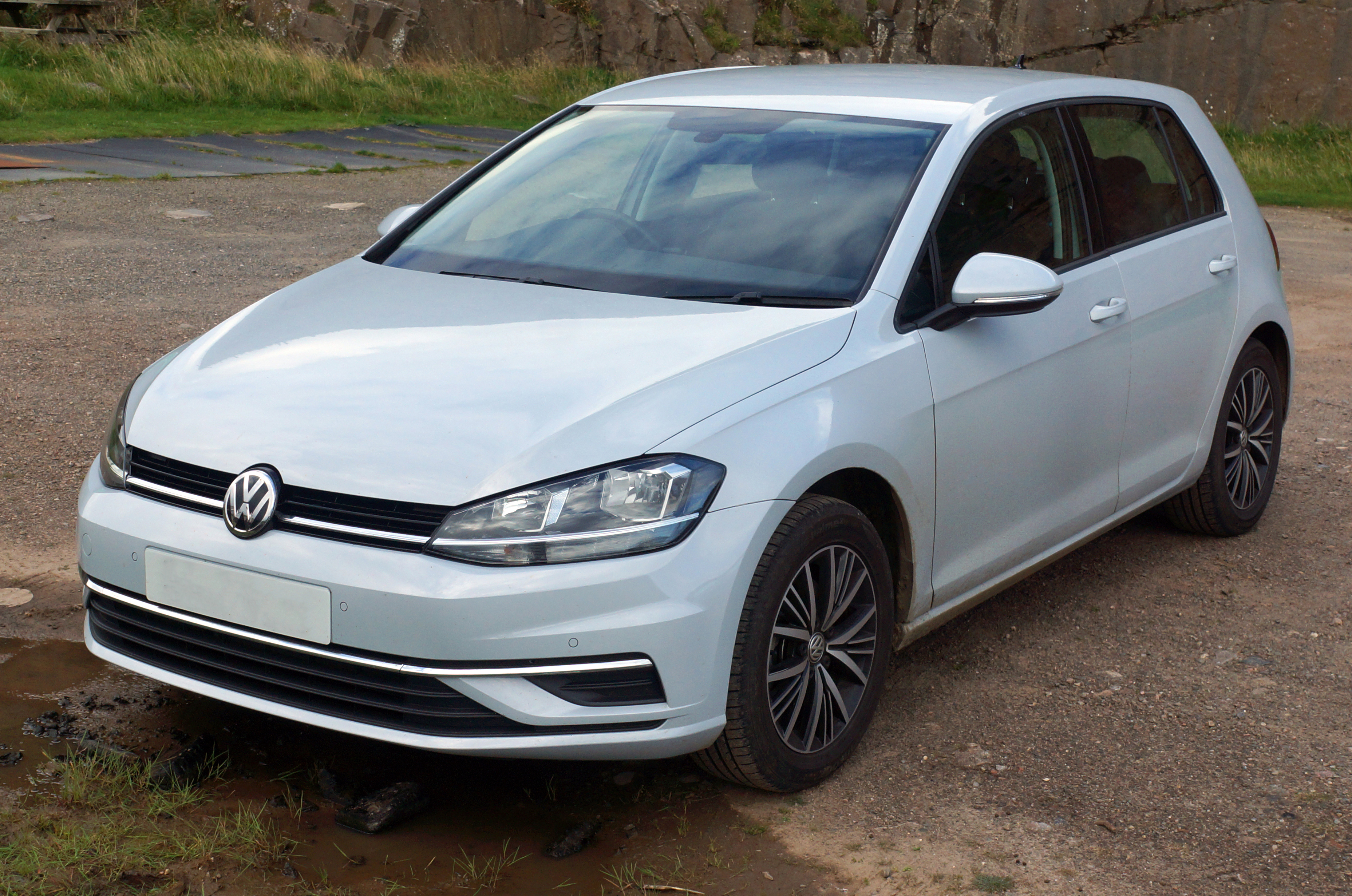
Volkswagen Golf

La categoría más grande de los vehículos pequeños se llama «segmento C» en Europa y «compacto» en los Estados Unidos, aunque en ambos sitios se les llama también «familiar pequeño».
En los Estados Unidos el tamaño de un vehículo del segmento C, llamado por ellos compacto, está definido por la Agencia de Protección Ambiental (EPA por sus siglas en inglés) por tener un volumen combinado de interior y carga de entre 2,8 y 3,1 m³.
Ejemplos del segmento C / de compacto / de familiar pequeño:
- Peugeot 308
- Toyota Auris
- Renault Megane

## Segmento D / Familiar / Mediano

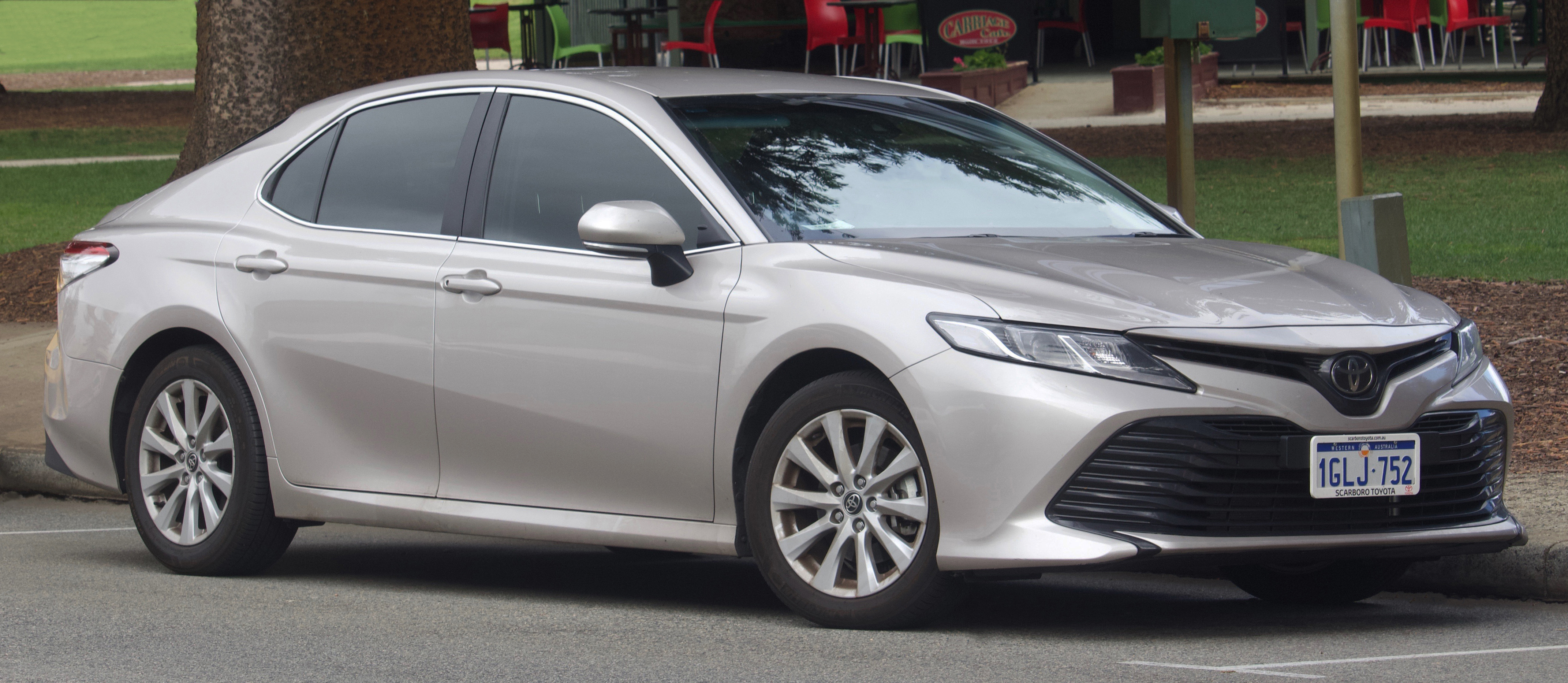
Toyota Camry

En Europa, la tercera categoría más grande de vehículos de pasajeros se llama «segmento D» o «familiar».
En los Estados Unidos el tamaño de un vehículo del segmento D, llamado por ellos «mediano» o «intermedio», está definido por la Agencia de Protección Ambiental (EPA por sus siglas en inglés) por tener un volumen combinado de interior y carga de entre 3,1 y 3,4 m³.
Ejemplos del segmento D / familiares / medianos:
- Chevrolet Malibu
- Ford Mondeo
- Toyota Camry

## Segmento E / Ejecutivos / Automóvil largo

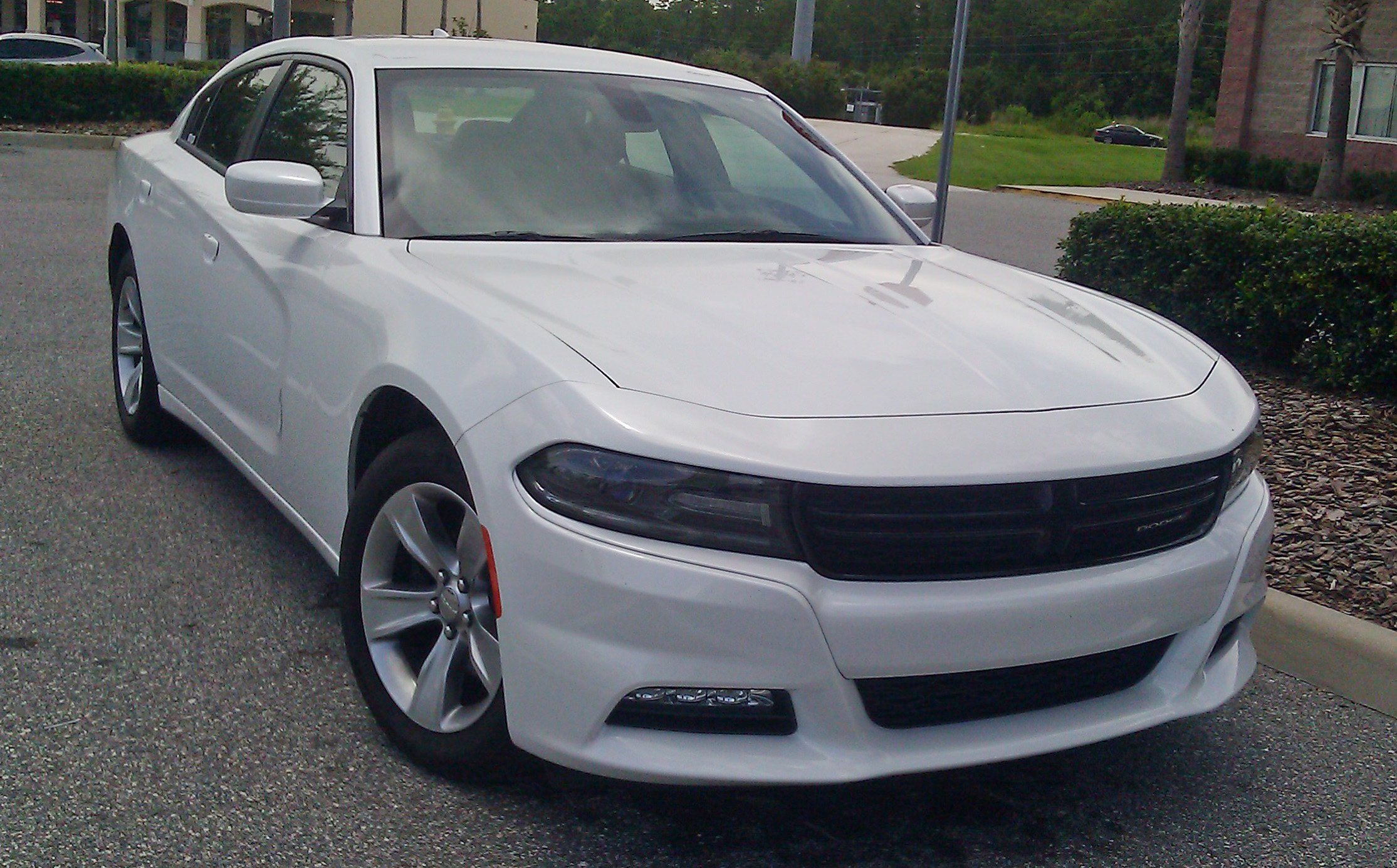
Dodge Charger

En Europa, la segunda categoría más grande de vehículos de pasajeros es el «segmento E», que suele contar con vehículos de lujo.
En otros países se suelen llamar simplemente «coches largos», aunque también se usa este término para otros tipos de coches berlina o sedán, que son largos pero no se consideran vehículos de lujo.
Algunos ejemplos de vehículos largos, del segmento E, no considerados de lujo son:
- Chevrolet Impala
- Ford Falcon
- Toyota Avalon[10]

## Todocamino mixto / SUV crossover

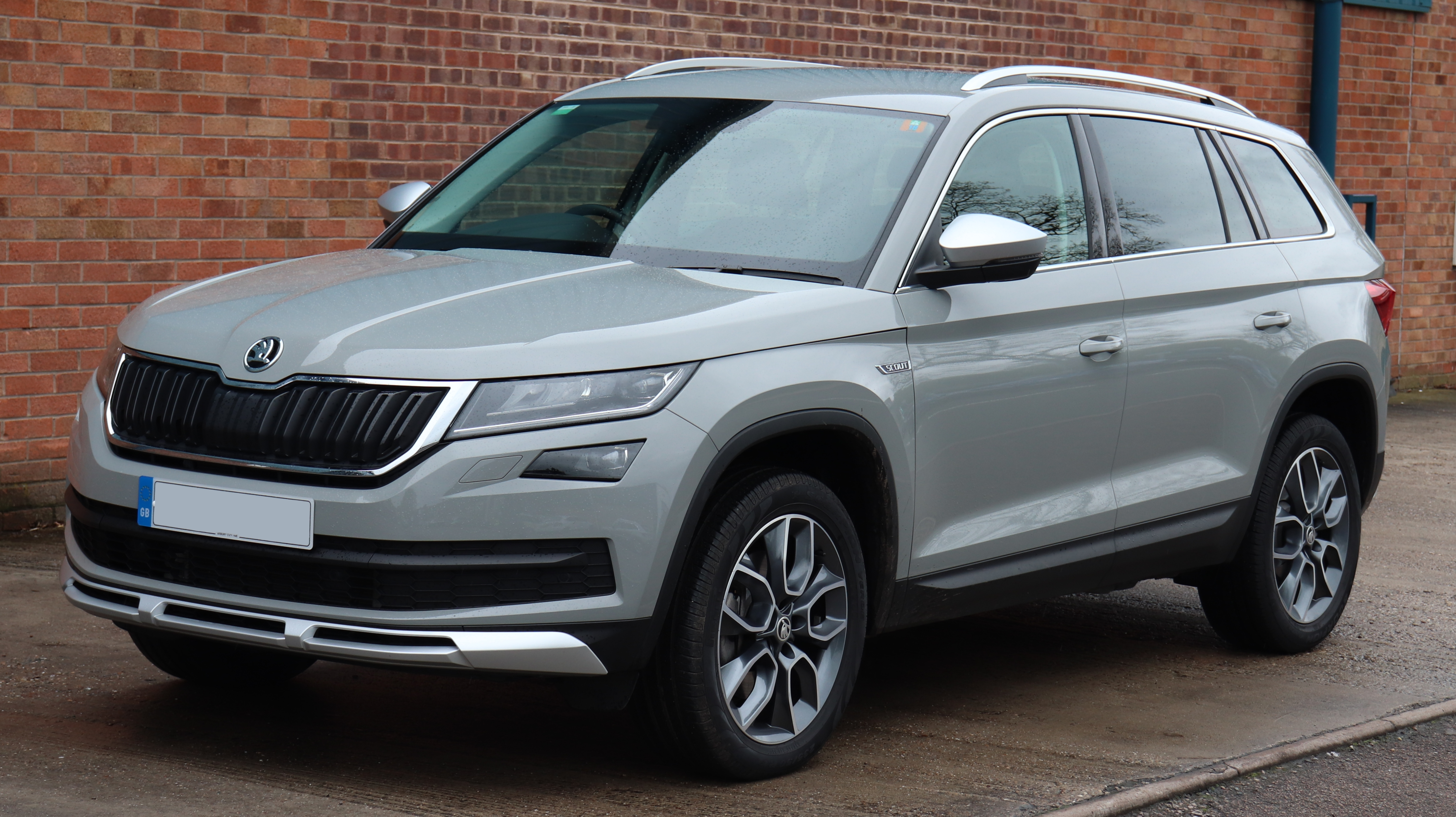
Skoda Kodiaq

Los todocamino mixtos o SUV crossover son vehículos que derivan de la plataforma de un vehículo ya existente con una fabricación monocasco. Cuentan con capacidad todoterreno y una distancia al suelo superior a la de un automóvil de turismo. 
Ejemplos:
- Chevrolet Equinox
- Nissan Qashqai
- Tata Aria
- Suzuki Vitara/Sidekick
- Kia Sportage

## Monovolúmenes

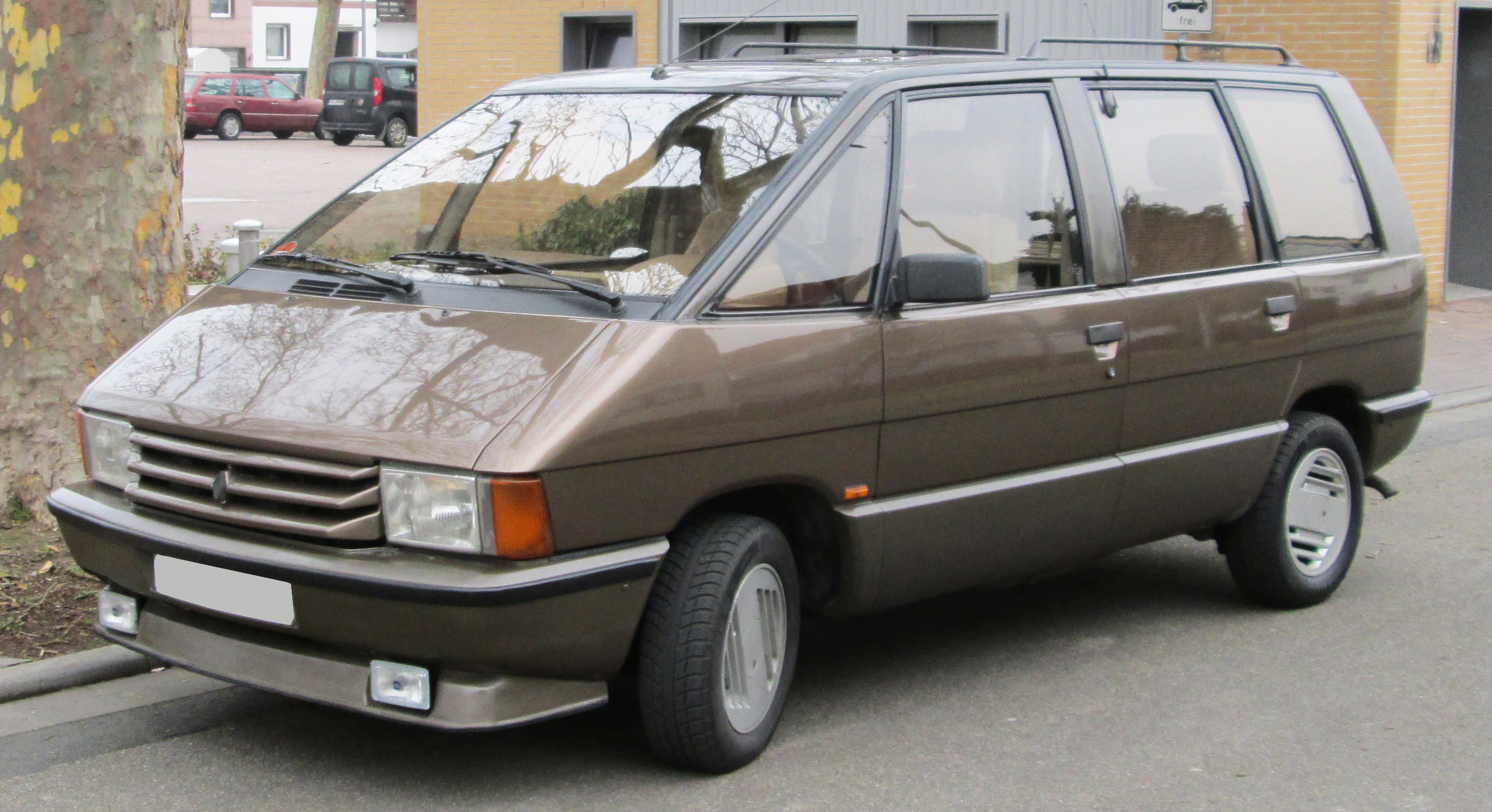
Renault Espace, uno de los primeros monovolúmenes.

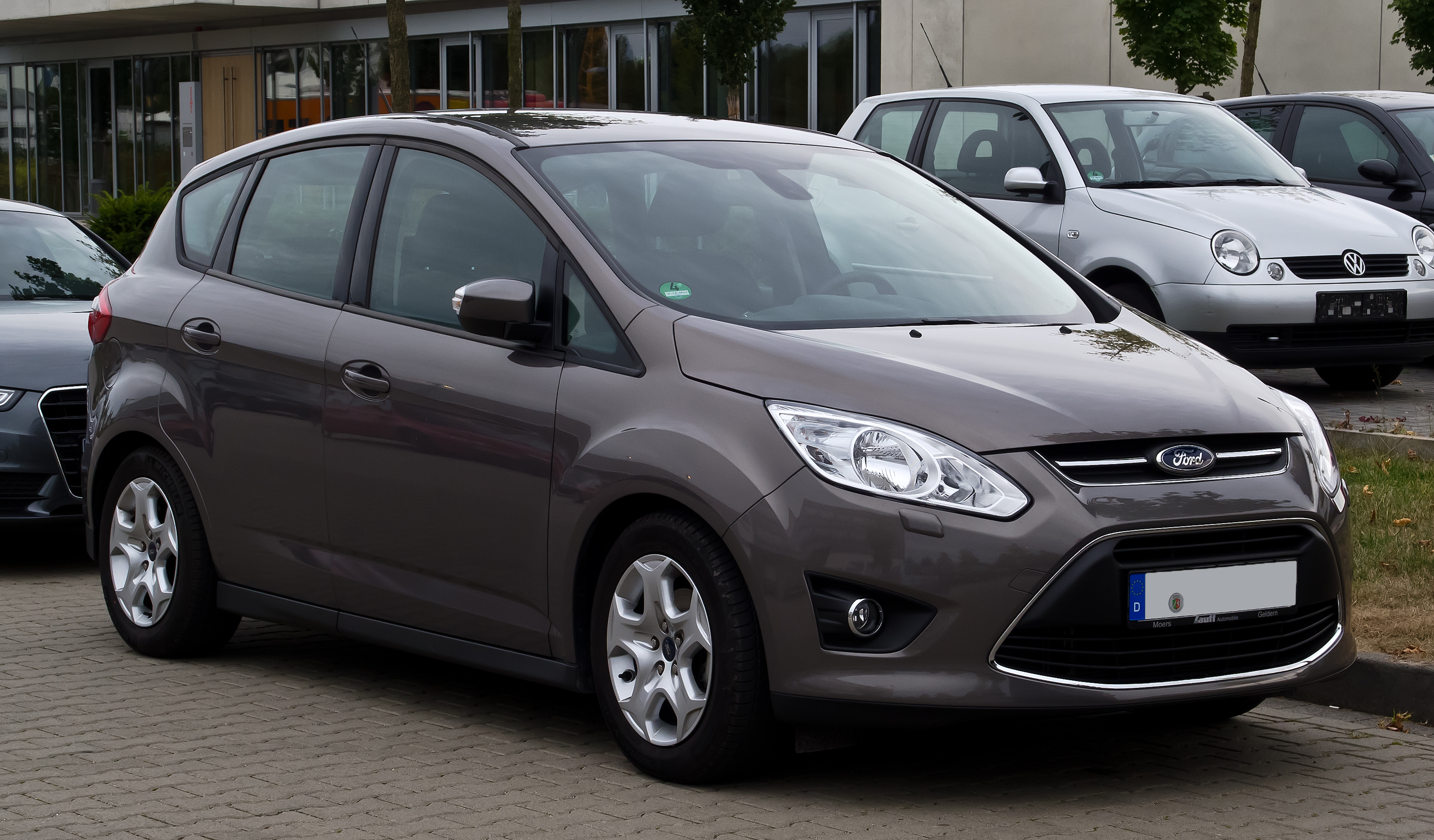
Ford C-Max, un monovolumen compacto.

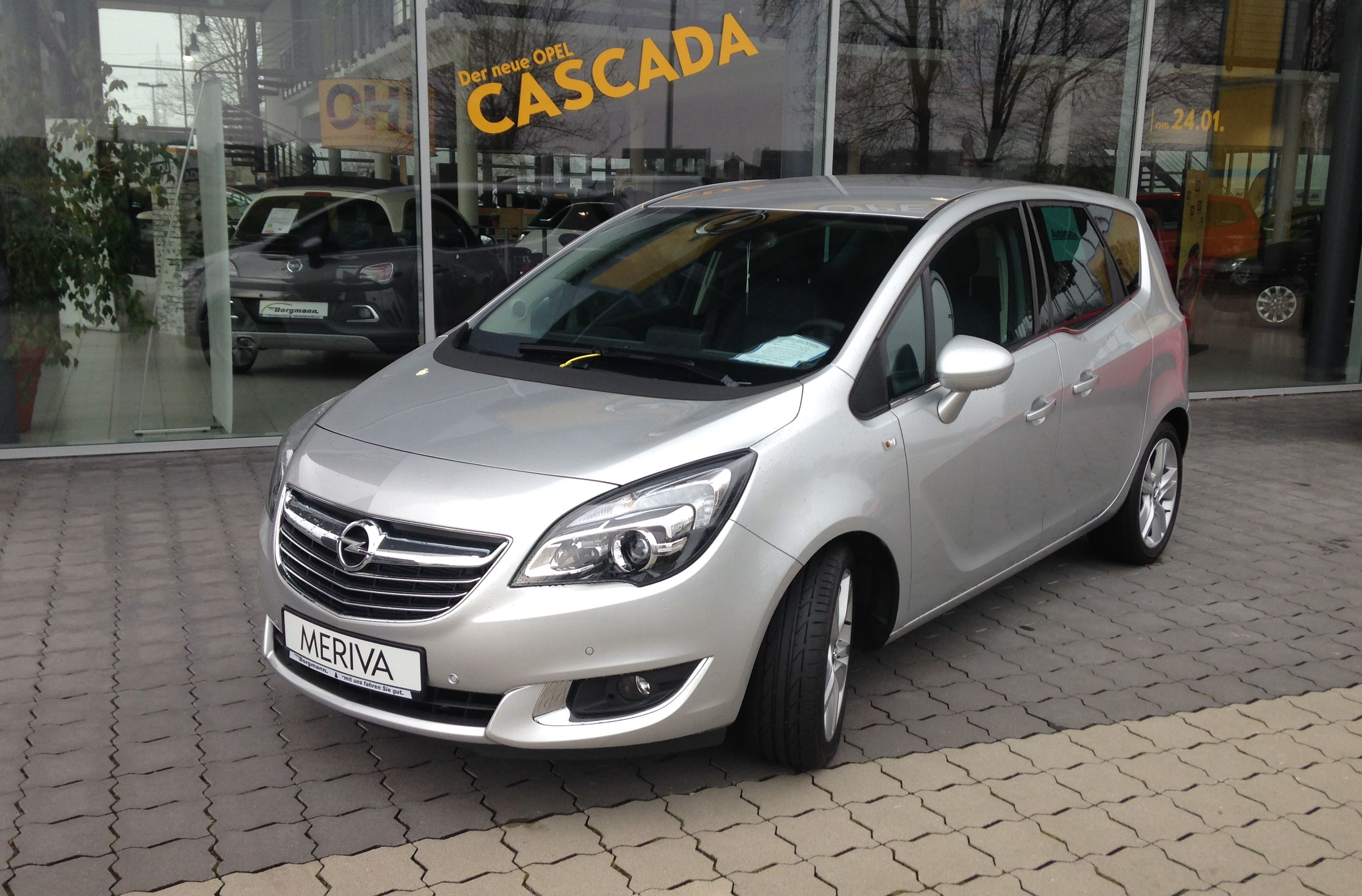
Opel Meriva un minimonovolumen

Este tipo de vehículo combina la altura y la capacidad de tener 5 puertas en la estructura de un compacto de 1 o 2 volúmenes con la plataforma, mecánica y motorización de un coche mediano o largo. Se han fabricado con tracción delantera o a las cuatro ruedas y sus pesos son geniales en comparación con los de una berlina o ranchera.  El diseño brinda una posición del piloto más alta y 2 o hasta 3 filas de asientos, ideal para llevar más de 4 pasajeros. Algunos incluso tienen interiores reconfigurables, con asientos abatibles, reclinables y fácilmente eliminables para reutilizar la zona para cargar material o poner un colchón.

## Vehículos de lujo

### Compacto prémium

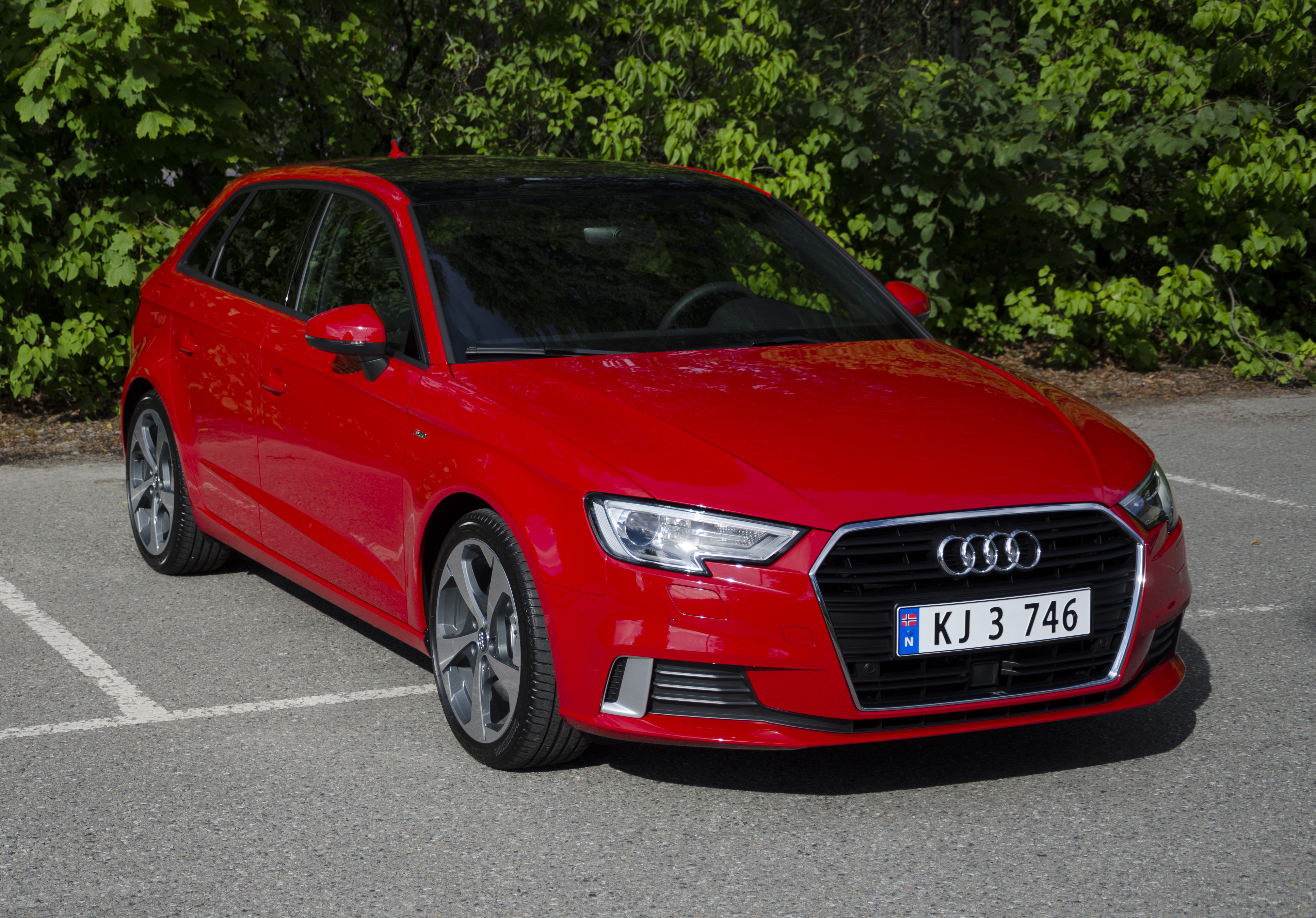
Audi A3
De 2012 a la actualidad.

El compacto prémium es la categoría más pequeña de los coches de lujo. Se hizo popular a mediados de la década de los 2000, cuando los fabricantes europeos, como Audi, BMW y Mercedes, presentaron sus nuevos modelos más pequeños y baratos, derivados de sus modelos ejecutivos.
Ejemplos de compactos prémium:
- Audi A3
- Buick Verano
- Lexus CT200h

### Compacto ejecutivo / Compacto de lujo

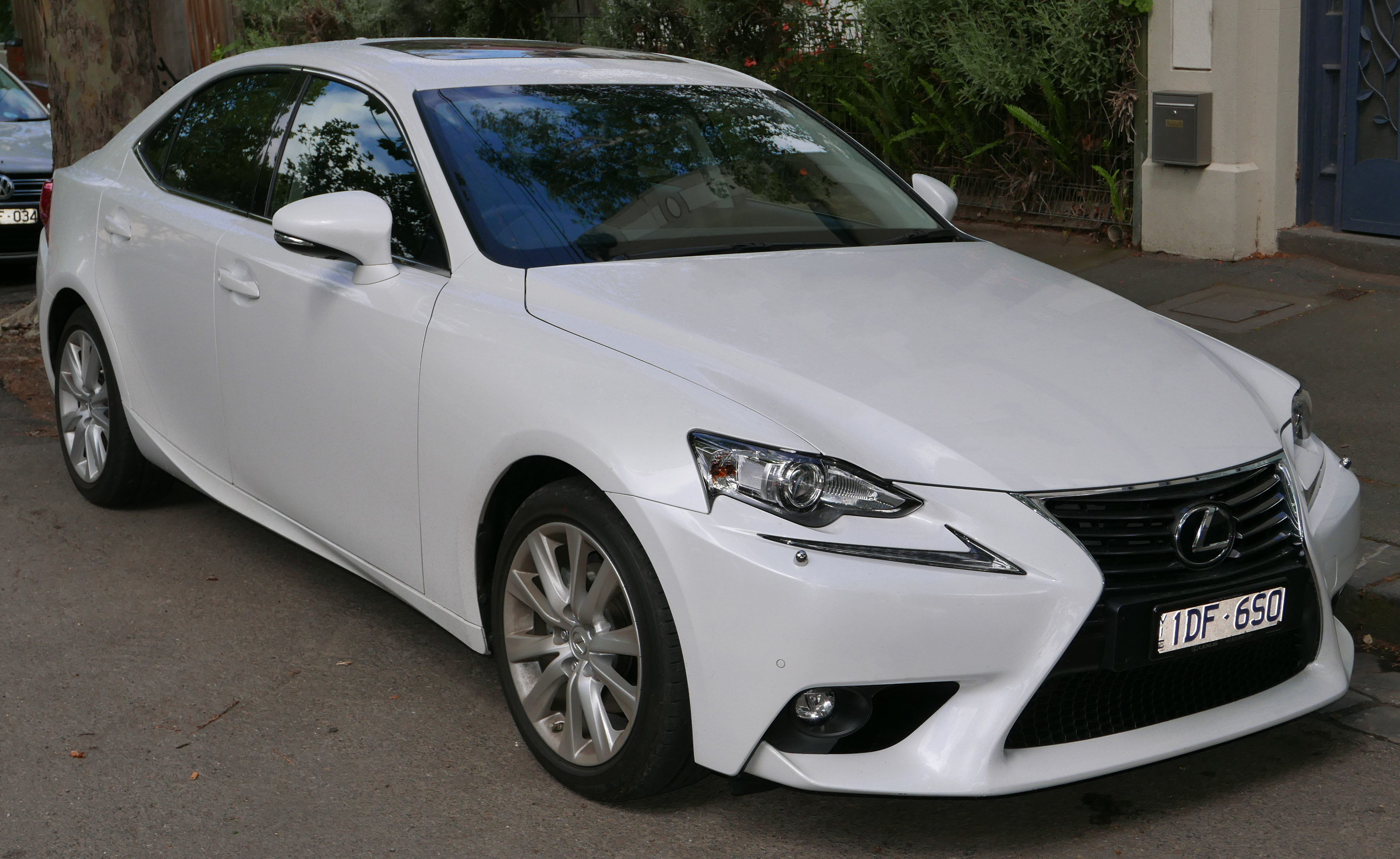
Lexus IS de 2015

El compacto ejecutivo es la categoría grande de los «compactos premium», inferior a los «ejecutivos» normales. Son parte del segmento D.
En Norteamérica se les llama «compactos de lujo», aunque generalmente se les denomina a ambas categorías por «compacto premium».
Ejemplos de compactos ejecutivos:
- Audi A4
- BMW Serie 3
- Buick Regal

### Ejecutivo / Mediano de lujo

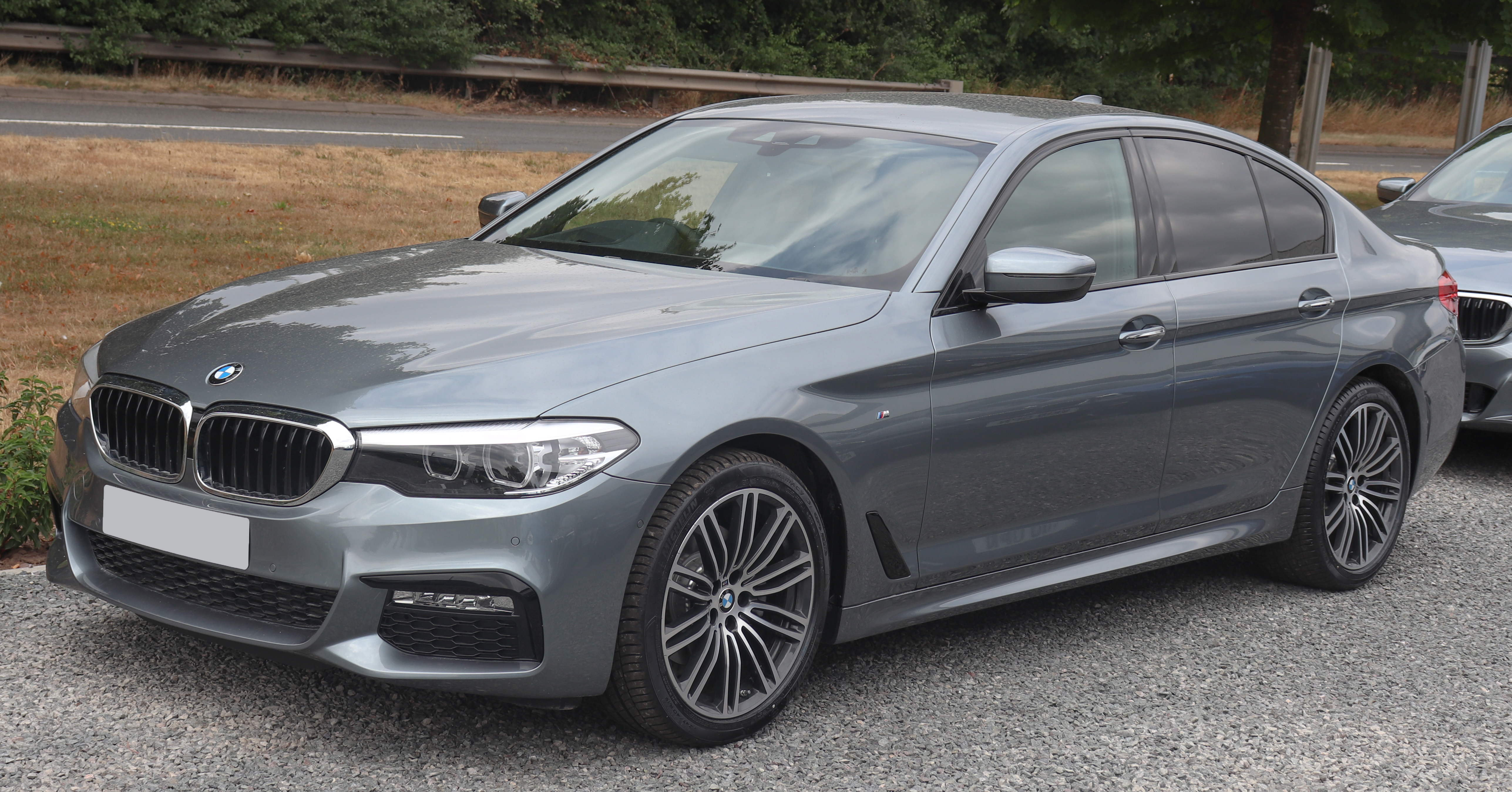
BMW Serie 5 de 2018.

El automóvil ejecutivo es el vehículo prémium superior al «compacto ejecutivo» e inferior al «largo de lujo». Pertenecen al segmento E de la clasificación europea.
En los Estados Unidos y otros países, su equivalente es el «tamaño completo» (no confundir con el «tamaño completo de lujo», que es el «segmento F» europeo) o el «mediano de lujo».
Ejemplos de automóviles ejecutivos:
- Mercedes-Benz Clase E
- Lexus GS
- Honda Accord

### Segmento F / Berlina de lujo / Largo de lujo

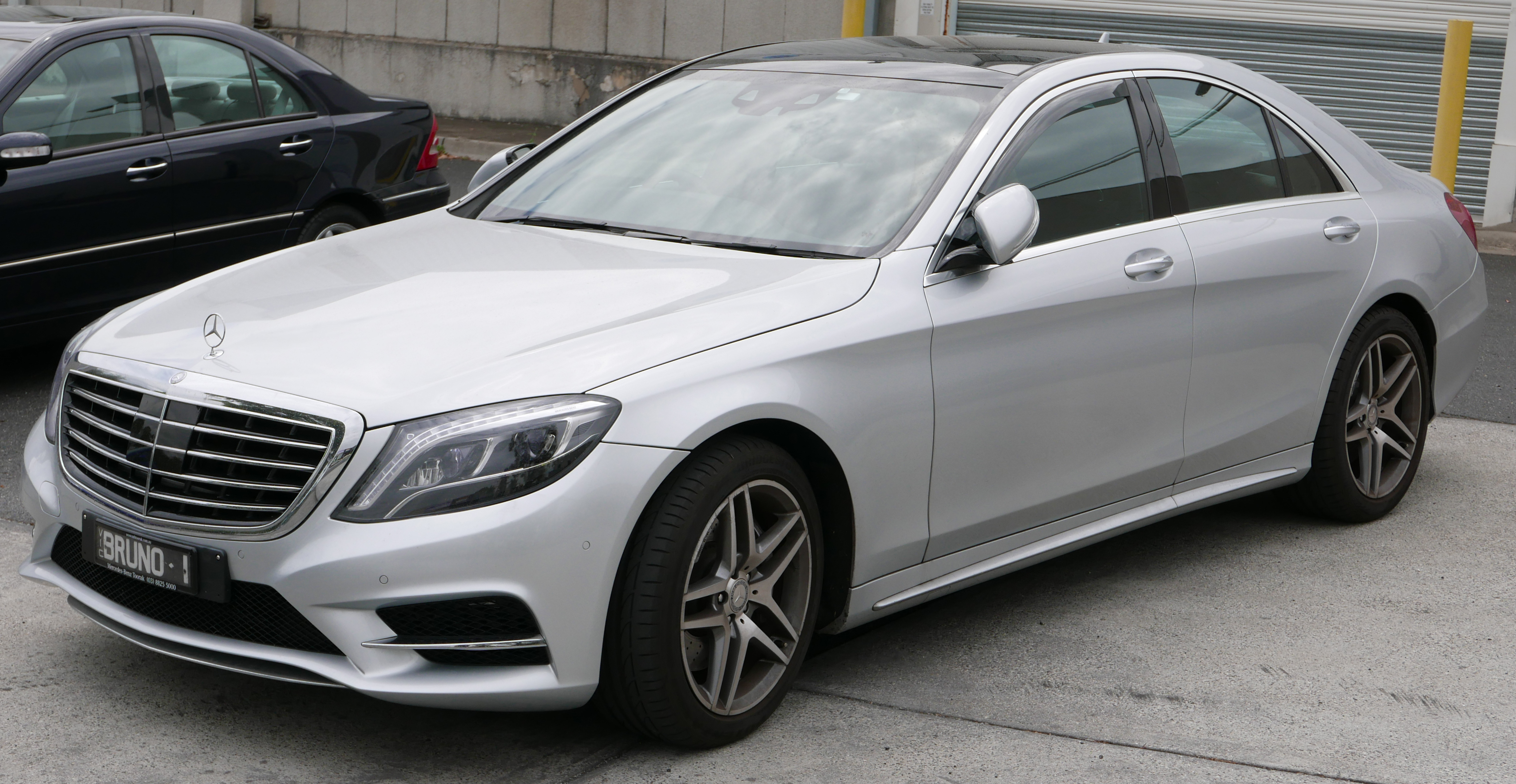
Mercedes-Benz Clase S

El automóvil de lujo más grande pertenece al segmento F y se denomina «berlina de lujo» en Europa y «vehículo largo de lujo» en los Estados Unidos.
Los vehículos de esta categoría suelen ser los buques insignia de las marcas de lujo.
Ejemplos de berlinas de lujo:
- Mercedes-Benz Clase S
- BMW Serie 7
- Audi A8

### Familiar grande / Wagon

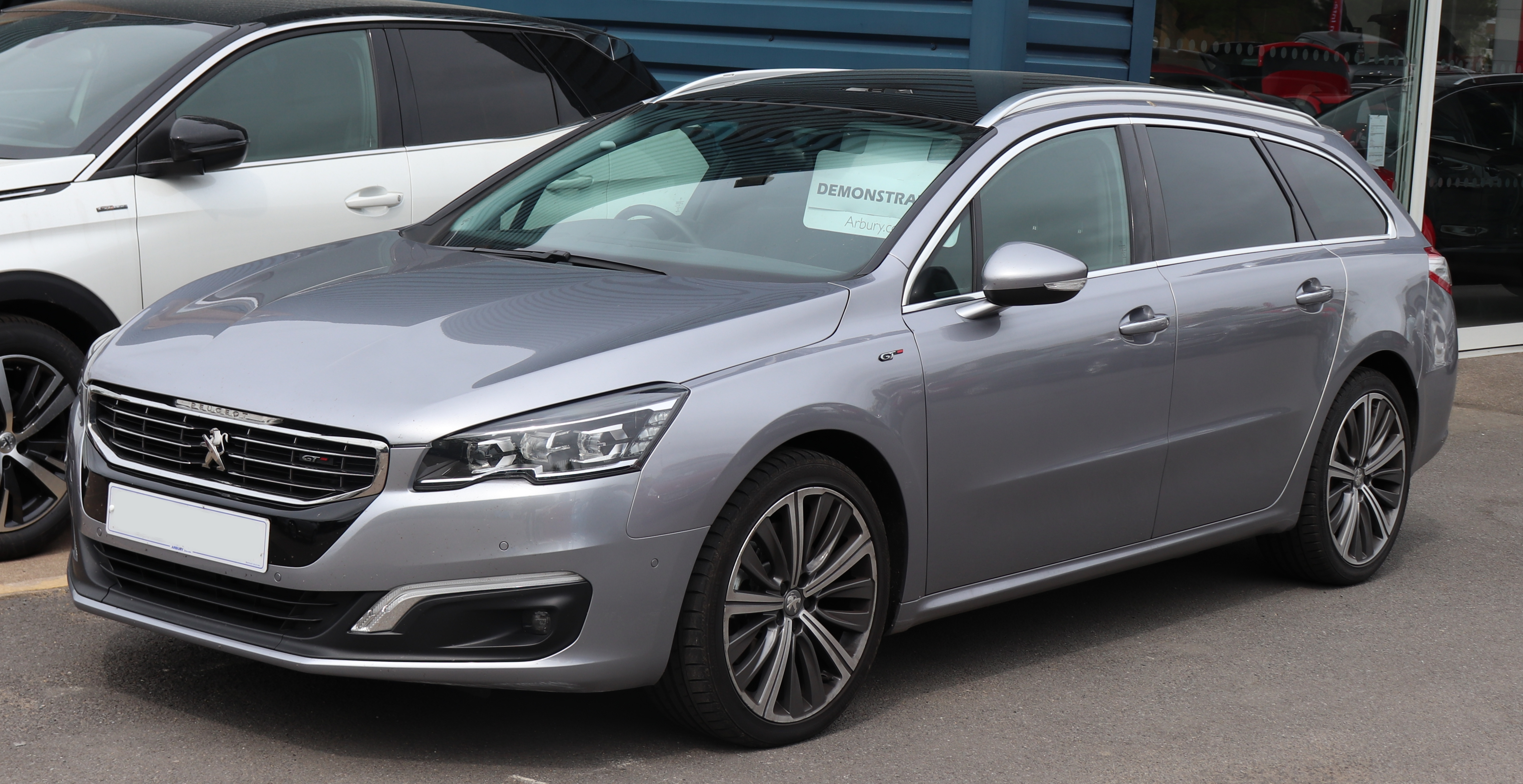
Peugeot 508 SW

Un coche familiar grande o ranchera es un automóvil con la carrocería de una berlina pero con una prolongación de su techo hasta la parte trasera para brindar una mayor capacidad de equipaje y un mayor acceso mediante la quinta puerta, es decir, el portón del maletero, el cual se levantará con la luneta en un único elemento. La carrocería pasa de ser un 3 volúmenes estándar a un 2 volúmenes para incluir además de sus pilares A, B y C un pilar D adicional. El interior de los vehículos familiares grandes puede reconfigurarse con facilidad, abatiendo asientos, para priorizar la carga de elementos o pasajeros según convenga.
Ejemplos de familiares grandes / rancheras:
- Hyundai i40 Tourer
- Jaguar XF Sportbrake
- Mercedes-Benz CLS Shooting Brake

## Automóvil deportivo

### Compacto deportivo

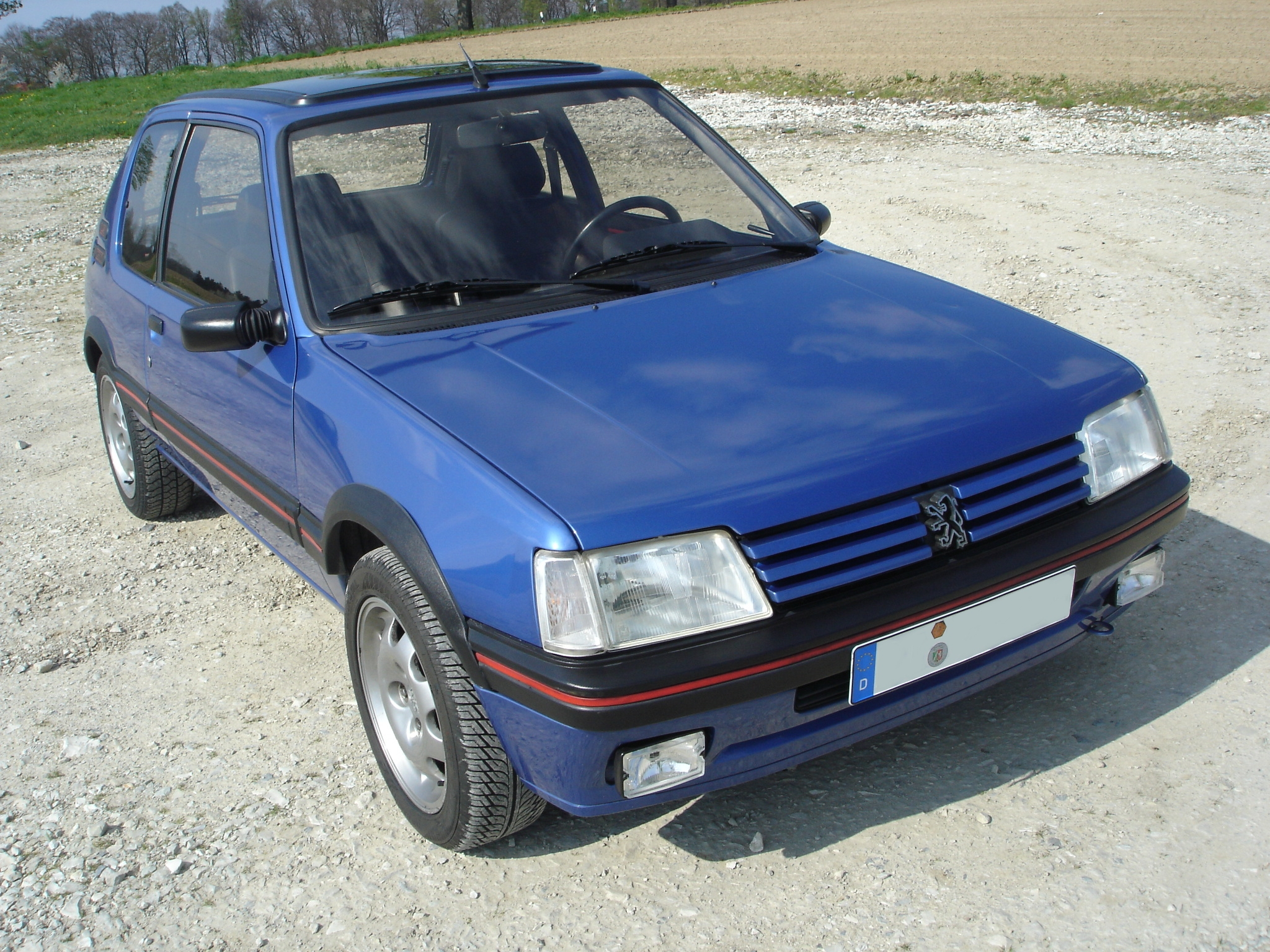
Peugeot 205 GTI

Un compacto deportivo es uno con mejoras técnicas de estilo y control. Son muy populares en Europa / segmento S.
Los más famosos son:
- Volkswagen Golf GTi
- Peugeot 205 GTi
- Fiat 500 Abarth

### Berlina/sedán deportivo

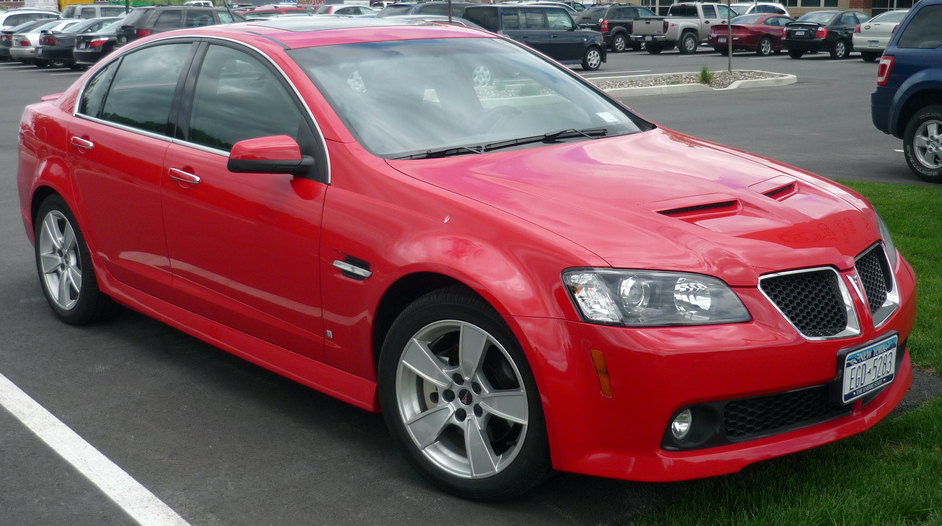
Pontiac G8 GT

Son versiones de alto rendimiento de las berlinas convencionales. A veces se homologan para producir coches que competirán copas de rally, a modo de berlinas estándar con 4 o 5 plazas.
Ejemplos más famosos:
- BMW M5
- Porsche Panamera
- Dodge Charger

Ejemplos de berlinas compactas más famosas:
- BMW serie 7
- Honda Accord V6
- Mitsubishi Lancer Evolution

### Deportivo

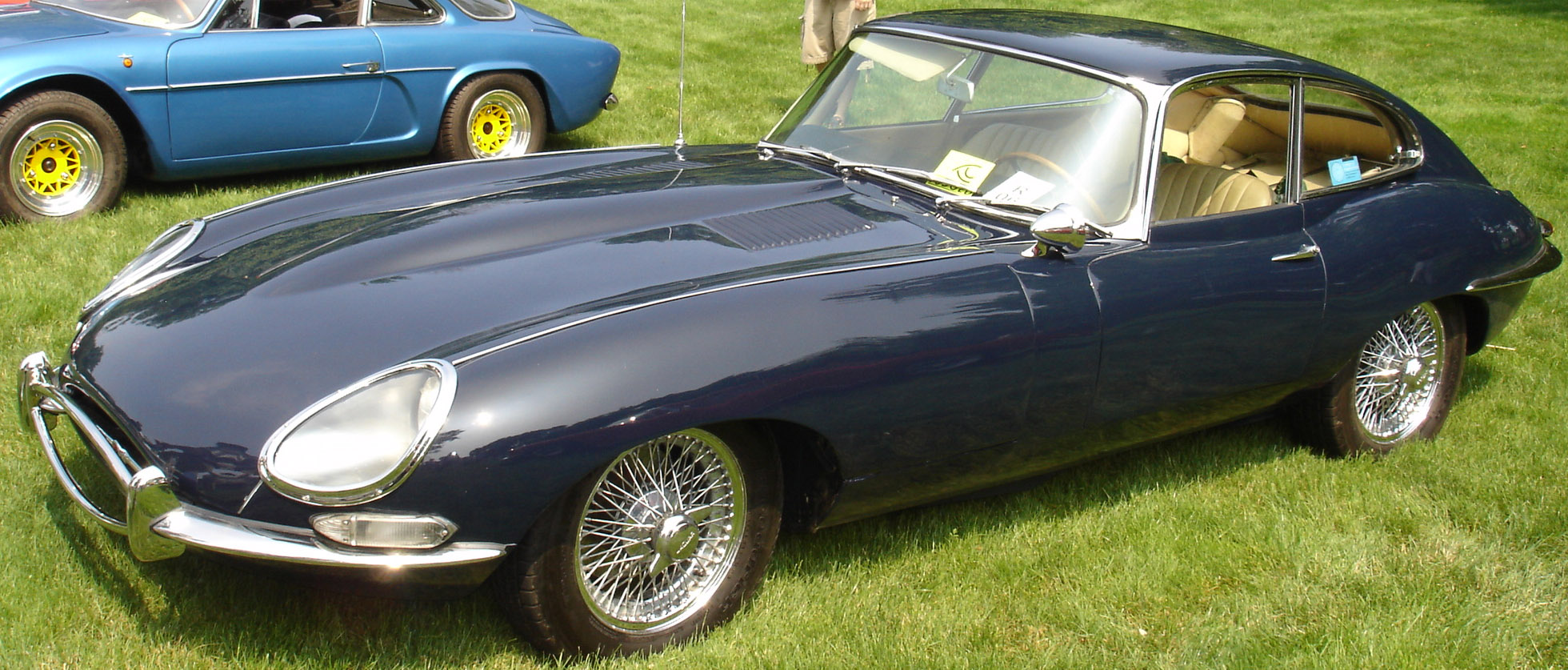
Jaguar E-Type

El término "deportivo" no tiene una definición clara y exacta. Normalmente se utiliza para describir vehículos que priorizan la aceleración y el manejo, pero algunas personas se lo llaman a cualquier biplaza.

Un deportivo es pequeño, biplaza generalmente y dos puertas. Su diseño está enfocado en un mayor rendimiento potencial y manejable.
Un deportivo puede ser tanto austero como lujoso, pero todos tienen en común su manejabilidad y poco peso.
Ejemplos de deportivos más famosos:
- Chevrolet Corvette
- Ford GT
- Porsche 911
- Bugatti Veyron
- Dodge Challenger

### Gran turismo

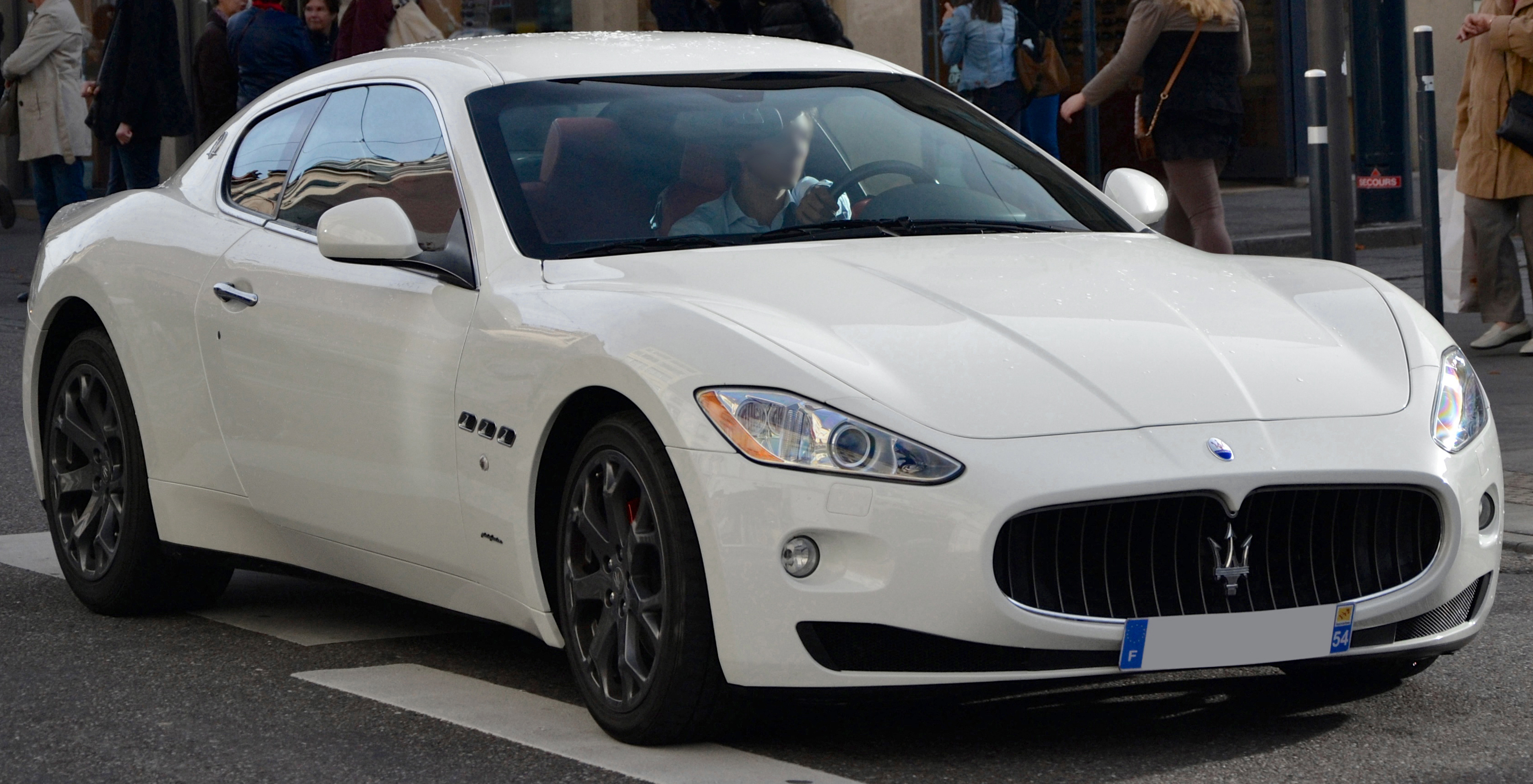
Maserati GranTurismo

Son más grandes, potentes y pesados que los deportivos. Estos vehículos suelen tener un motor frontal y tracción trasera, así como 4 plazas. Son más caros que los deportivos, pero no tanto como los superdeportivos. Los gran turismos combinan lujo y alto rendimiento. Los mejores coches de esta categoría se fabrican a mano por empleados de dicha marca.
Ejemplos más famosos:
- Aston Martin V8
- Lexus SC300/400
- Ferrari 612 Scaglietti

### Superdeportivo

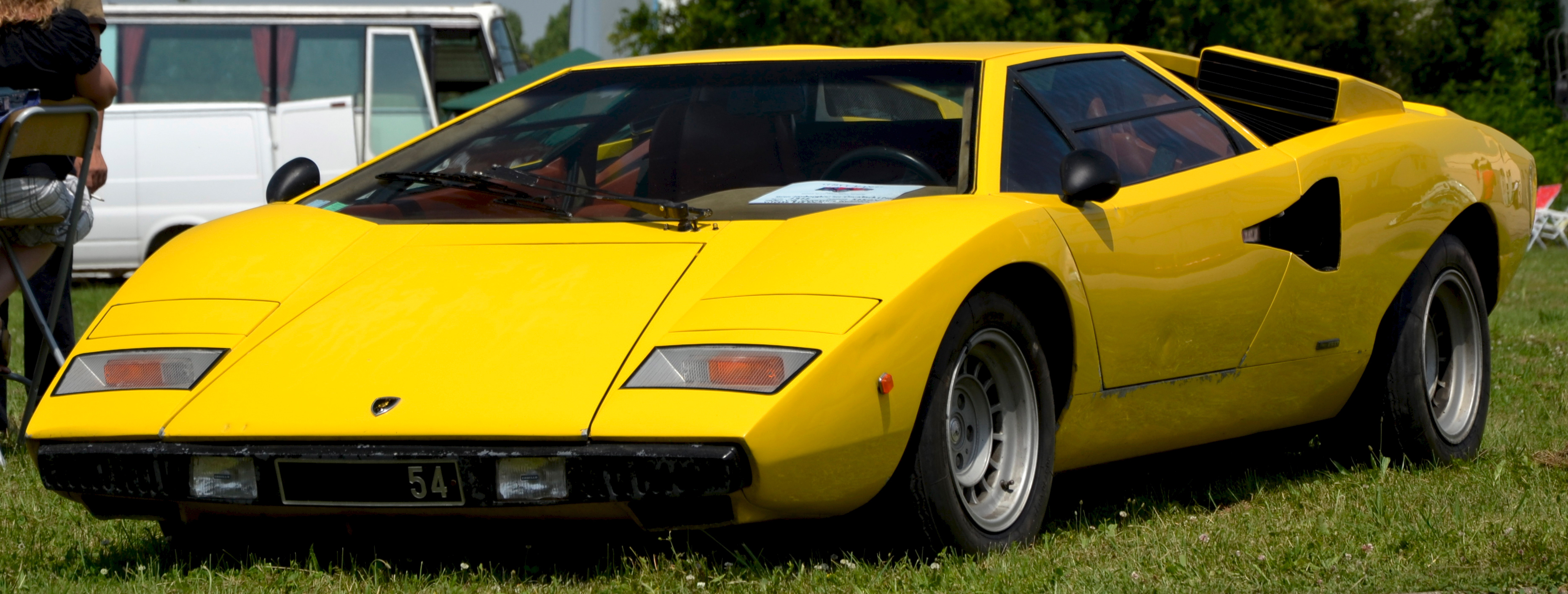
Lamborghini Countach

Superdeportivo es un término empleado para describir los vehículos exóticos, que cuentan con un rendimiento superior, muy adelantado a sus contemporáneos. 
Ejemplos más famosos:
- McLaren P1
- Koenigsegg Agera R
- Bugatti Veyron 16.4

### Bólidomuscleamericano

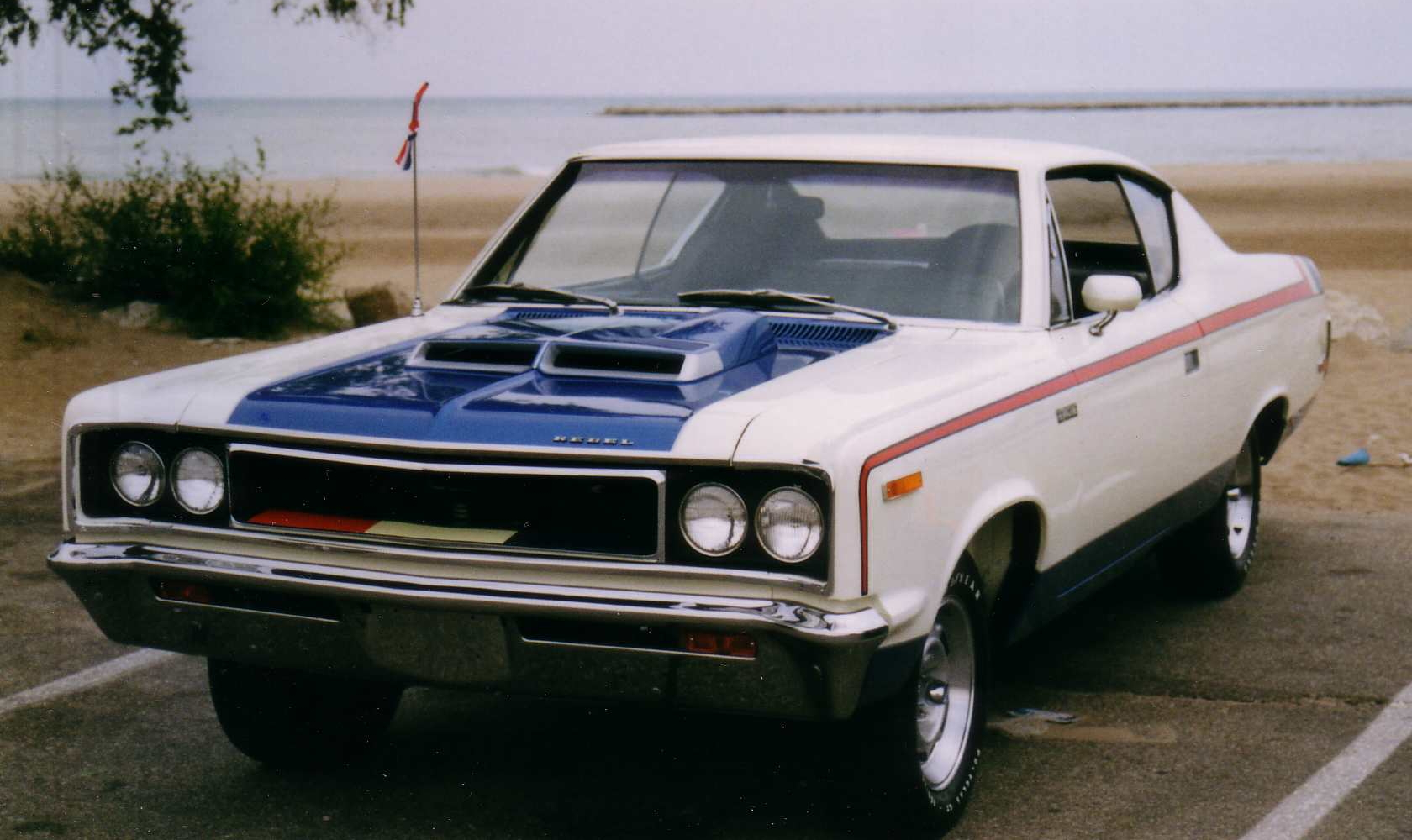
1970 AMC The Machine

Los bólidos muscle americanos son esos vehículos del segmento D de tracción trasera equipados con un motor V8, fabricados generalmente en los Estados Unidos. Algunas definiciones se limitan a decir que son dos puertas; pero hay algunas versiones que cuentan con 4 puertas. De todas formas, las opiniones son variadas; por norma general se considera un muscle o bólido todo aquel que se fabricase entre 1960 y 1970. También se suelen producir en Australia, Nueva Zelanda, Sudáfrica y otras naciones.
Ejemplos más famosos entre los 60 y 70:
- Ford Torino
- Plymouth Road Runner
- Pontiac GTO
- Dodge charger r/t

Ejemplos de bólidos australianos más famosos:
- Ford Falcon
- Holden Monaro
- Valiant Charger

### Pony

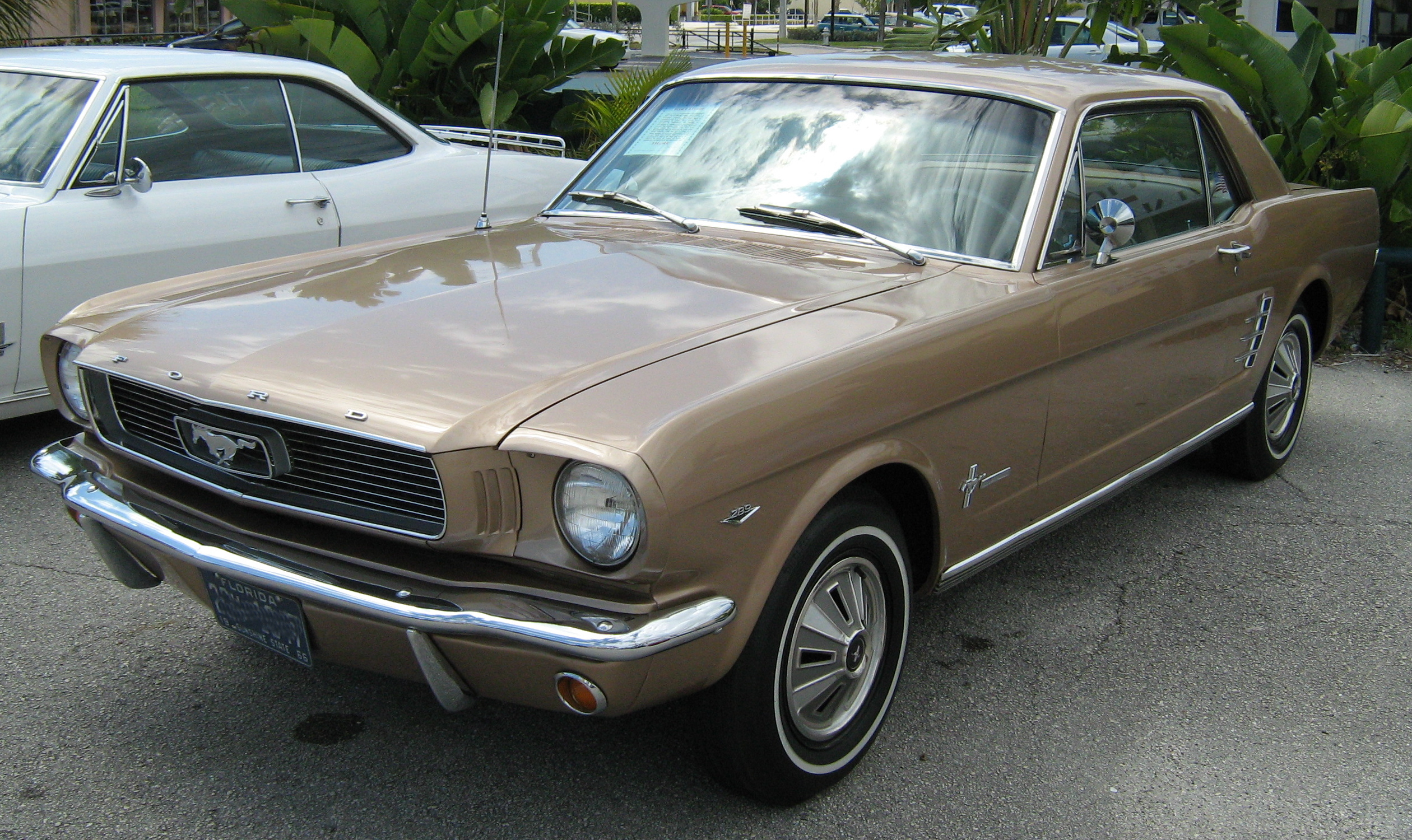
Ford Mustang de 1966

Los pony son una clase de bólido muscle car americano inspirada en el Ford Mustang de 1964. Se trata de un vehículo asequible, compacto, estilizado y deportivo, con muy buen rendimiento y una estética favorable.
Ejemplos más famosos:
- AMC Javelin
- Chevrolet Camaro
- Dodge Challenger

### Descapotable

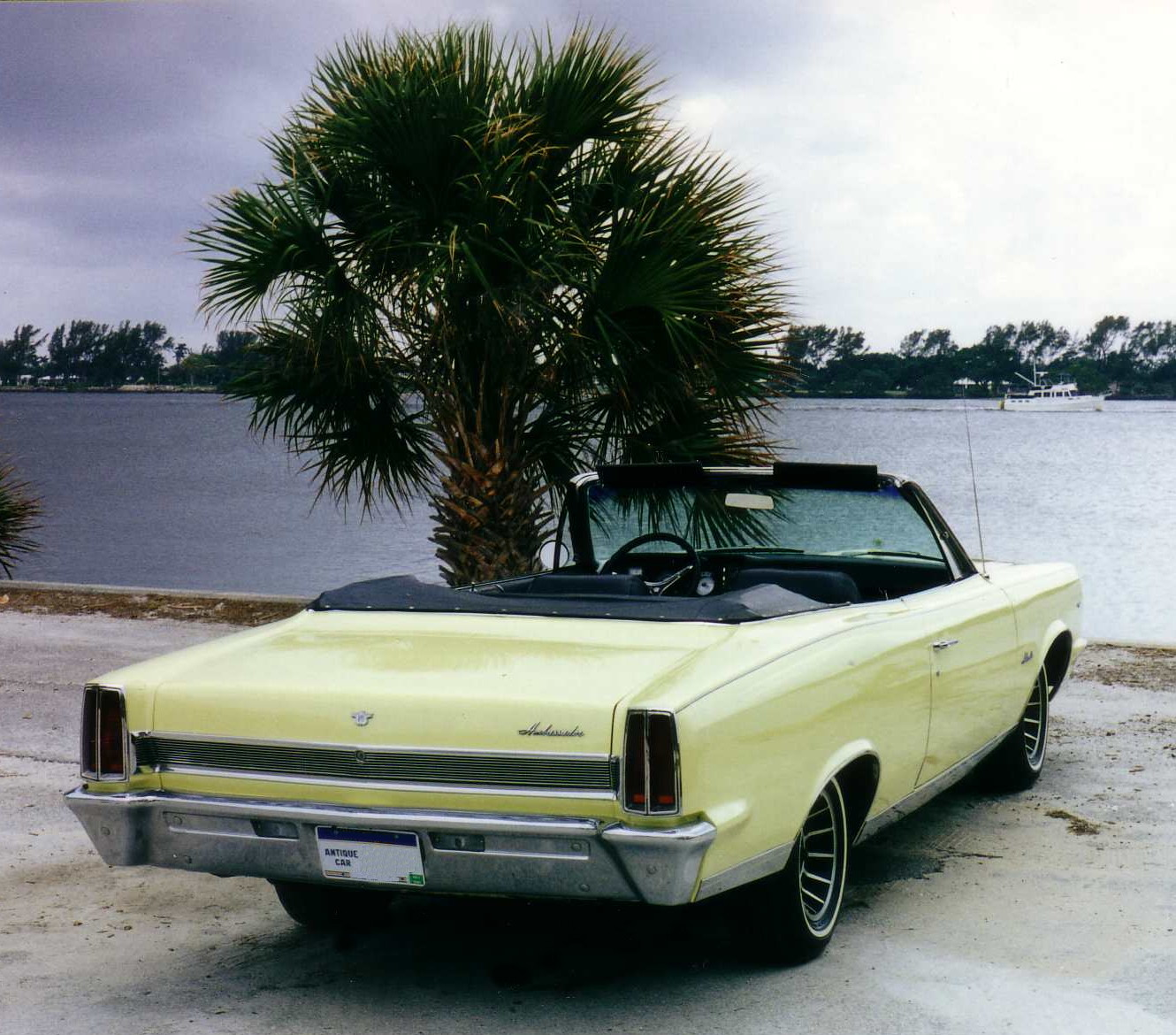
AMC Ambassador. Convertible de gran tamaño, con la capota plegada tras el asiento trasero

Los descapotables tienen una carrocería con una capota flexible que permite desplegar o recoger el techo a la hora de conducir. También se les llama cabriolet o roadster (si son biplaza). Históricamente, los descapotables solían llevar capotas de tela o algún otro material flexible, pero algunos diseños disponen de una capota rígida retráctil y están equipados con mecanismos electrohidráulicos que permiten guardarla en la cavidad del maletero.
Ejemplos más famosos:
- Mazda MX-5
- Honda S2000
- Volvo C70

## Todoterreno
Los todoterrenos, también son conocidos  como "coches con tracción a las cuatro ruedas", "cuatro por cuatro", 4x4 o AWD (del inglés "All Wheel Drive", todas las ruedas con tracción), aunque ha habido modelos como el famoso Kubelwagen que carecían de tracción total. En la actualidad, para ser denominados todoterrenos, deben poseer unas capacidades "verdaderas" para poder circular eficazmente por caminos de tierra. Suelen ser altos y con una gran visibilidad desde el interior. Su diseño habitualmente incluye aristas rectas; y por lo general son grandes, pesados y de gran cilindrada. En algunos modelos se puede llegar a sacrificar su confort o incluso su velocidad punta para buscar una mayor potencia, tracción o capacidad de circular en situaciones adversas.

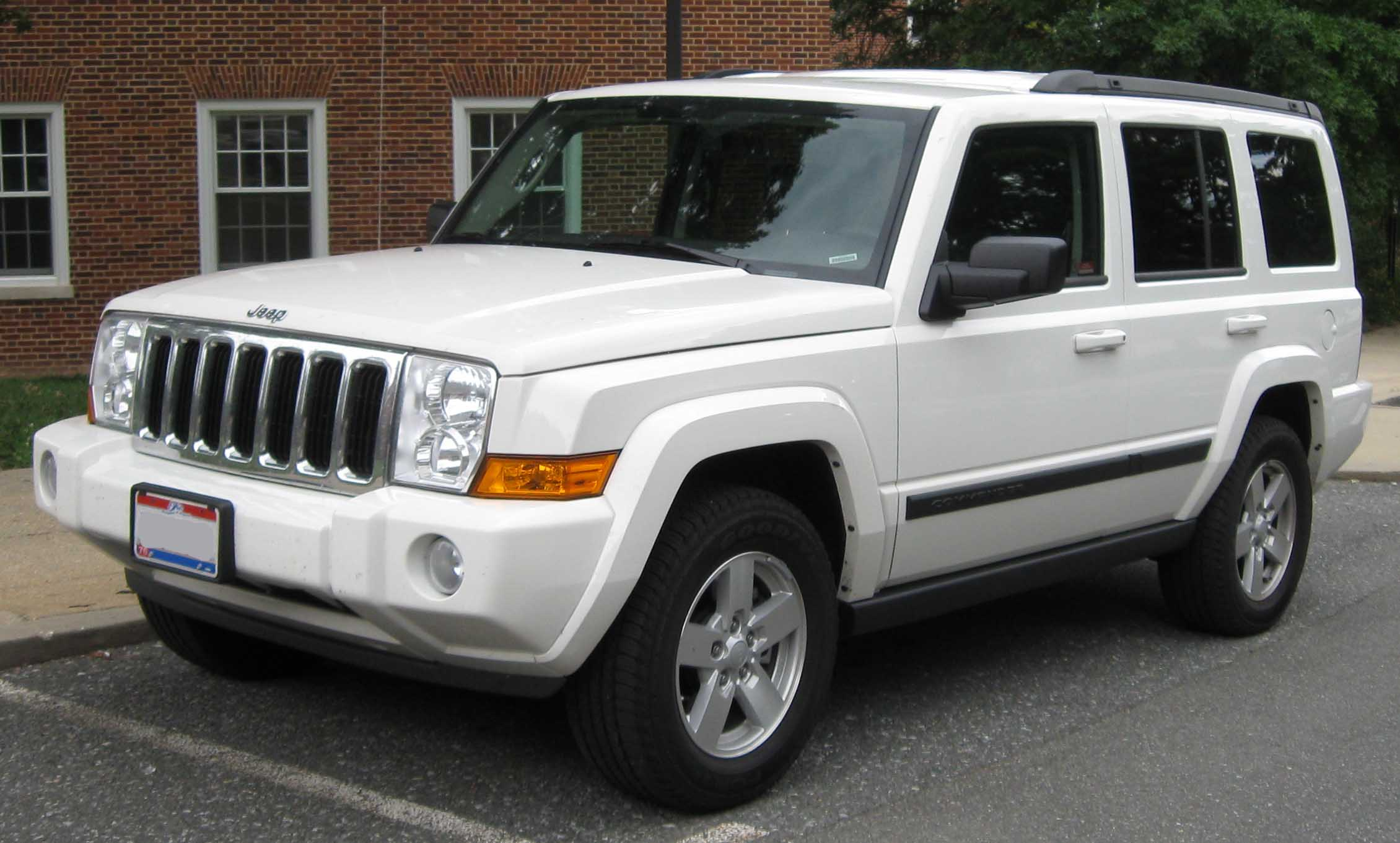
Jeep Commander

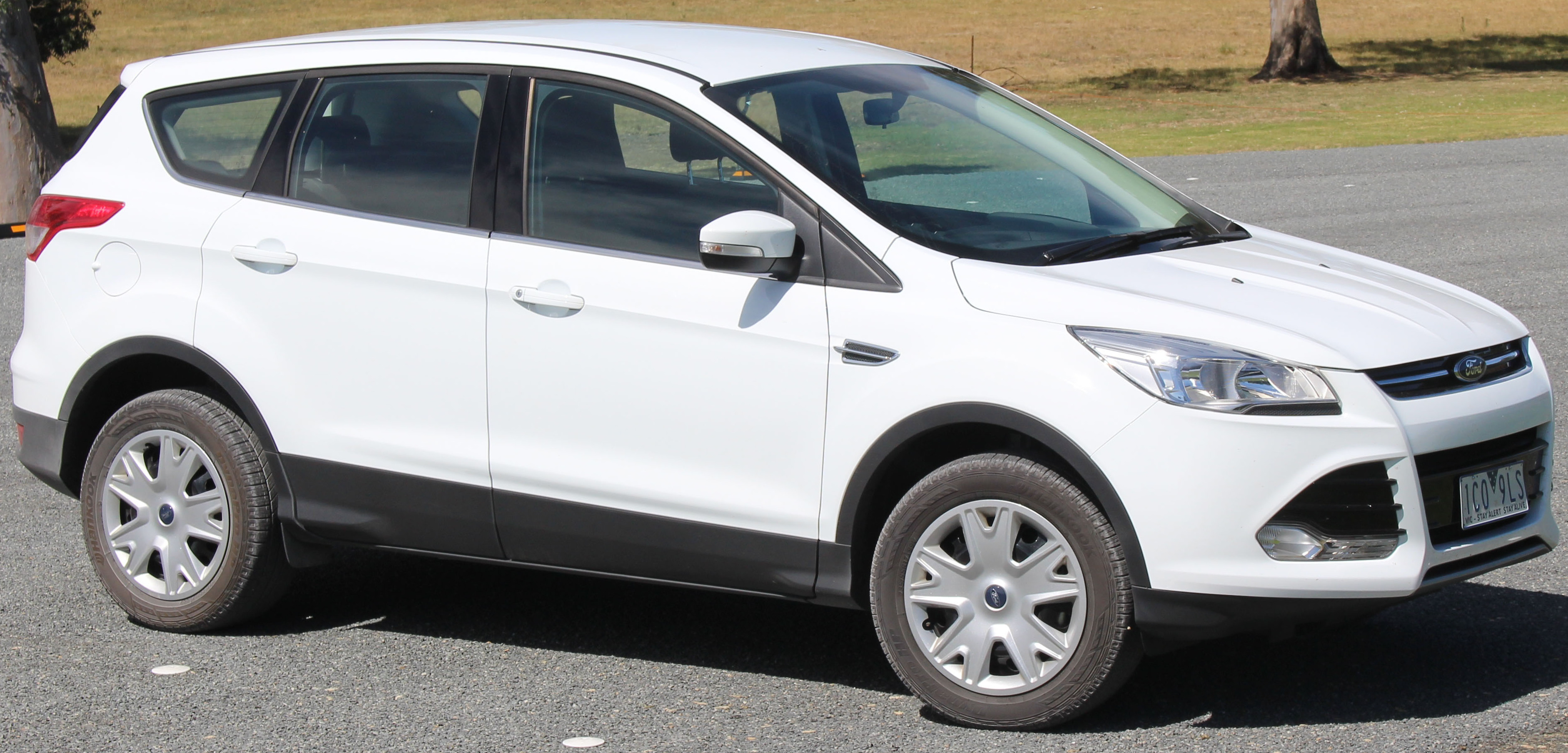
Ford Kuga

Ejemplos más famosos:
- Jeep Grand Cherokee
- Land Rover Freelander
- Jeep Patriot
- Toyota Land Cruiser

Otros:
- Land Rover Discovery
- Mitsubishi Pajero
- Mahindra Scorpio

## Vehículo de utilidad deportivo (SUV)

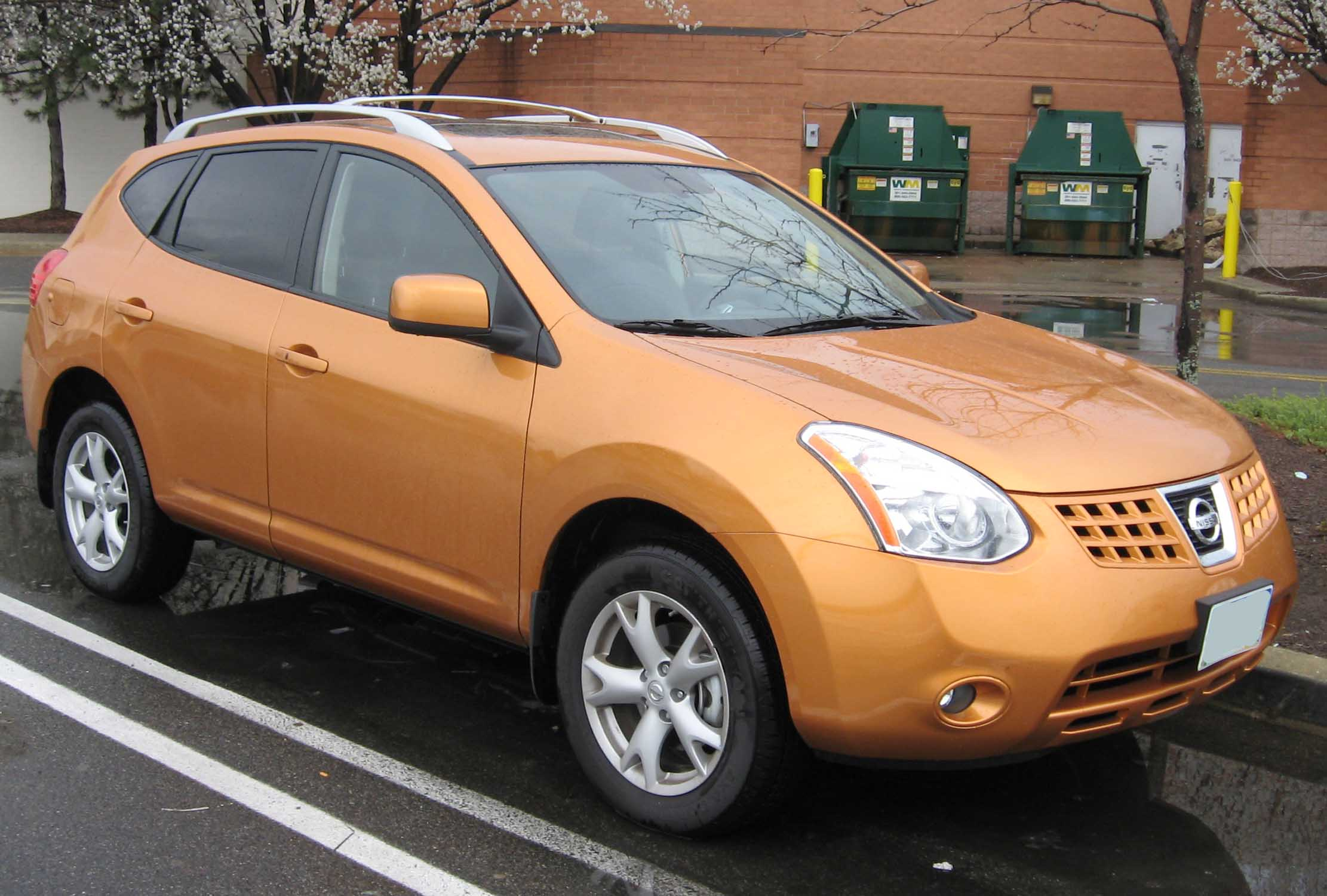
Nissan Rogue

Los vehículos de utilidad deportivos, llamados SUV por sus siglas en inglés, o todocaminos son una combinación entre todoterreno y turismo, con aspecto similar al primero pero diseñado para circular principalmente por asfalto. Fueron desarrollados en años recientes para captar clientes que querían un vehículo con aspecto "aventurero". Es habitual que tengan tracción simple o total sin reductora, chasis monocasco y altura respecto al suelo ligeramente superior al de un turismo o monovolumen.
Ejemplos más famosos:
- Seat Arona
- Volkswagen Tiguan
- Toyota RAV4
- Nissan Qashqai

## Vehículo comercial

### Furgoneta

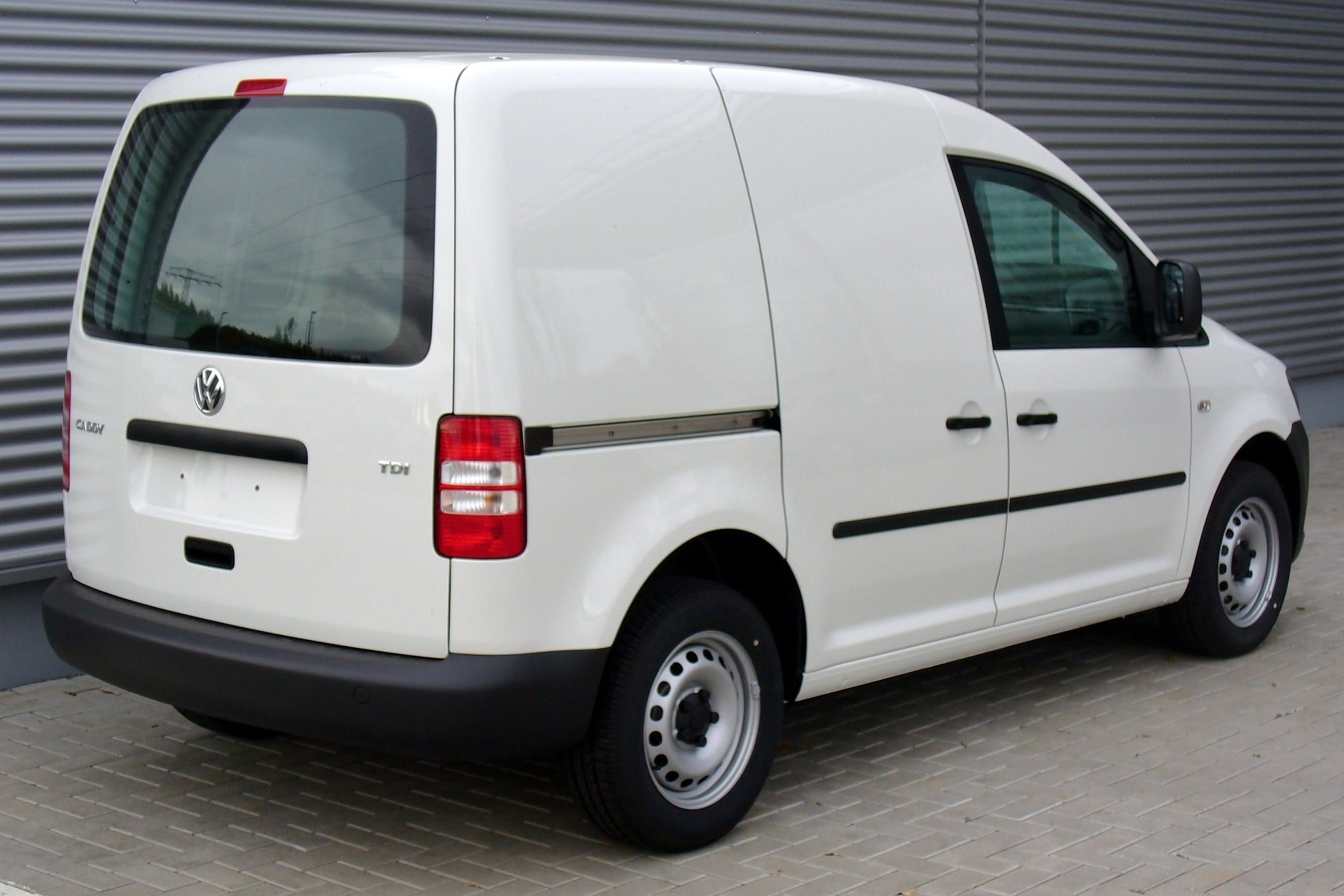
Furgoneta Volkswagen Caddy

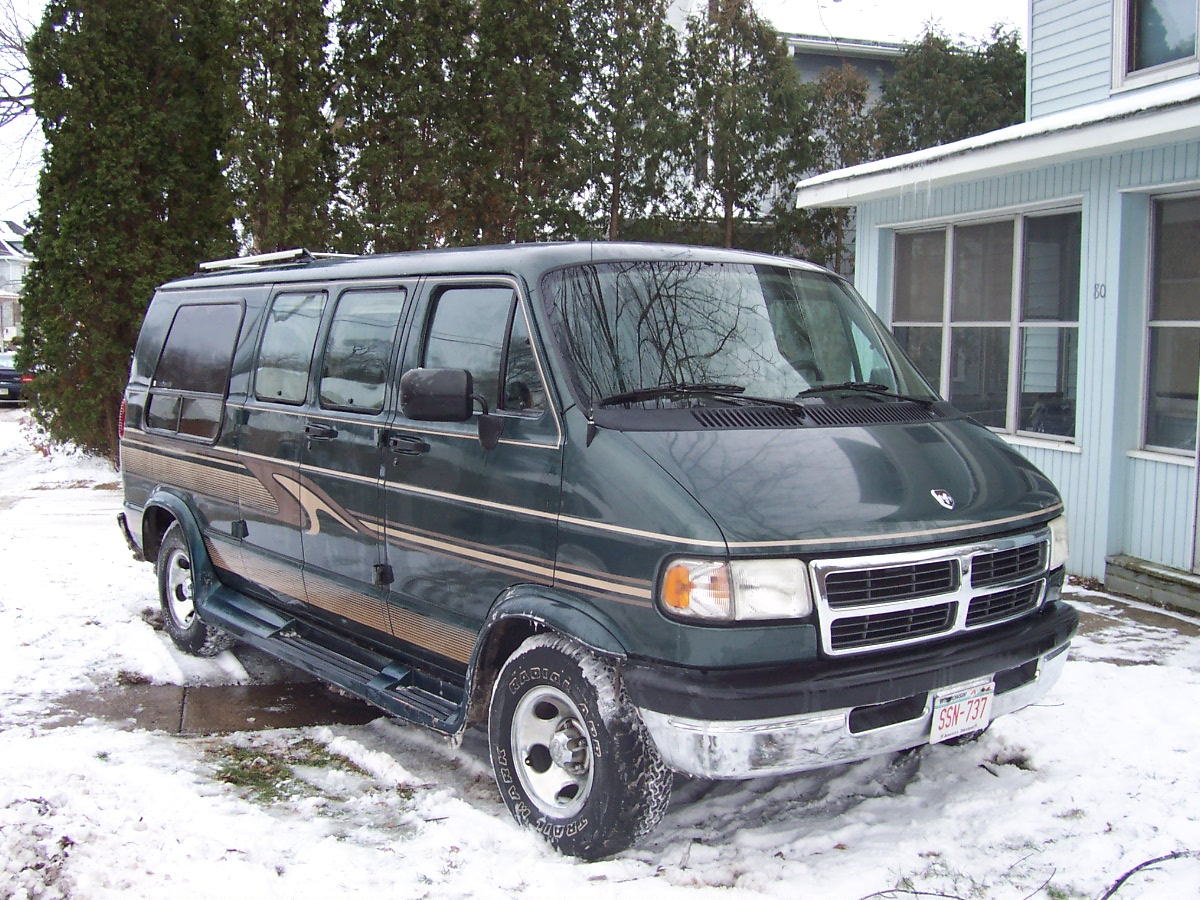
Furgoneta Dodge Ram

En algunos países, el término "furgoneta" puede referirse a un pequeño vehículo de pasajeros, al estilo ranchera, o también a camionetas o SUVs. También se utiliza el término "furgoneta camper" (o "camper" a secas) para referirse a las caravanas americanas.
La mayoría de furgonetas americanas tienen una carrocería adecuada para, mediante unas modificaciones costosas, implementar un sofá o cama, a lo que se denomina conversión. Estas furgonetas suelen tener un toque lujoso, comodidad, soportes para electrónica, como enchufes y demás facilidades. La conversión más elaborada es el paso intermedio entre el utilitario y la caravana.

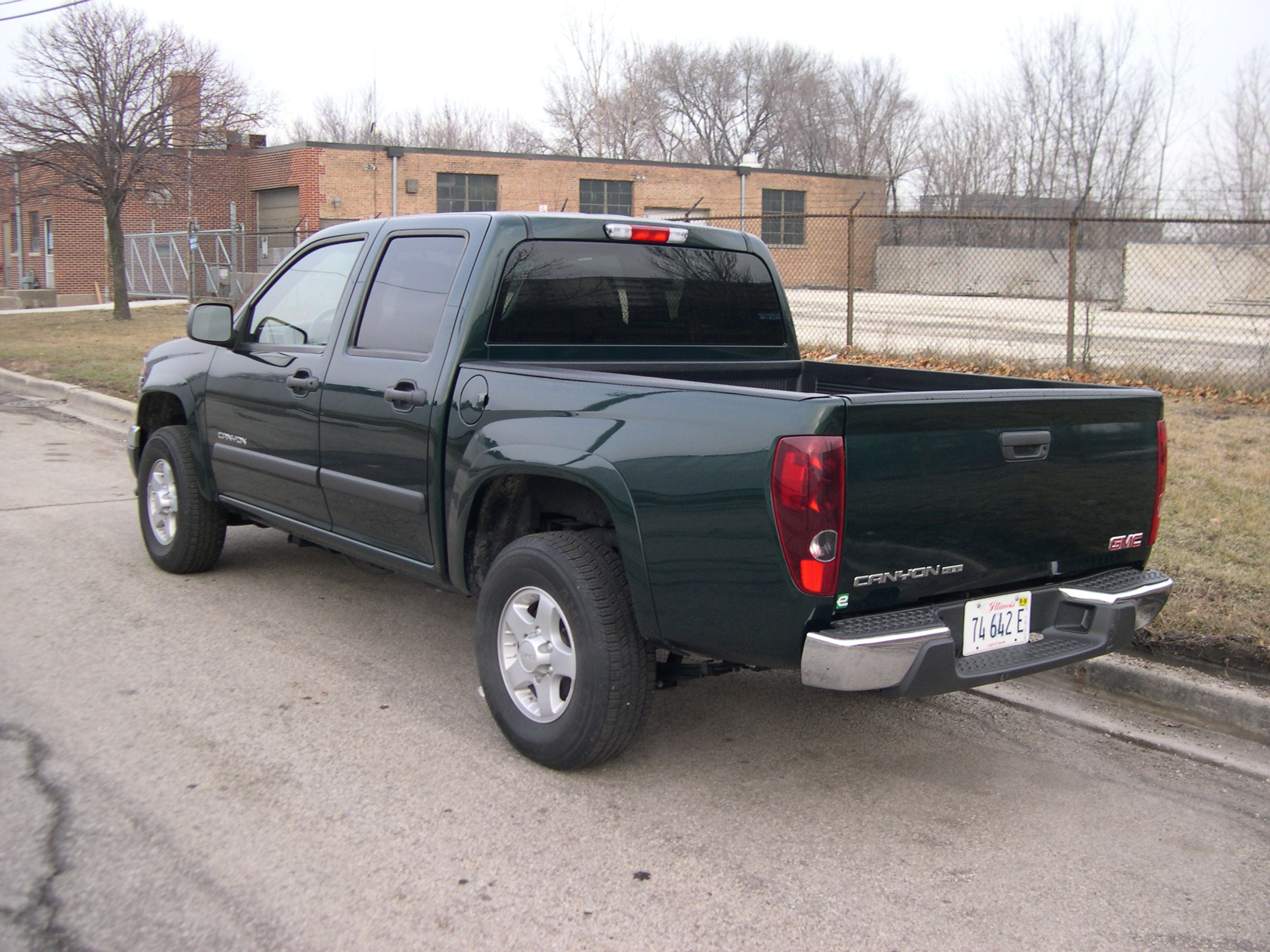
Camioneta GMC Canyon de cuatro puertas

Ejemplos de "furgonetas" norteamericanas:
- Dodge Ram Van
- Ford E-Series
- GMC Savana

Ejemplos de furgonetas europeas:
- Ford Transit
- Volkswagen Transporter
- Mercedes-Benz Sprinter

Ejemplos de furgones japoneses:
- Toyota Hiace
- Nissan NV

### Camioneta
La camioneta, o pickup, es un automóvil de carga que tiene en su parte trasera una plataforma descubierta, en que se pueden colocar objetos grandes.

## Clasificación geográfica específica

### Australia
En Australia, la cámara federal de la industria automotriz publica sus propias clasificaciones.

### Canadá
Se utiliza un conjunto de clases similares, establecido por la EPA de Canadá. El sistema de la Canadian National Collision Database (NCDB) define como «vehículo de pasajeros» la única clase, pero identifica dos categorías, la «furgoneta de pasajeros» y el «utilitario ligero».

### Estados Unidos
En los Estados Unidos, desde 2010 el Instituto de Seguros para la Seguridad en las Carreteras usa un esquema que desarrolló en el que se tiene en cuenta tanto la longitud como el peso del vehículo.

## Otros términos de clasificación
BakkieTérmino genérico para una camioneta ligera en Sudáfrica.
BaquetHace referencia a los coches creados a principios del siglo XX en Europa. Baquet significa «tubo de baño». Estos coches tenían 2 filas de asientos elevados hasta unos carruajes tirados por caballos. Generalmente no tenían puertas y eran descubiertos.
Buggyautomóvil con ruedas que tiene una carrocería muy minimalista.[cita requerida]
SemiconvertibleCarrocería de 2 puertas con un techo especial, con una capota textil retráctil o un techo solar.
CupéUn 2 puertas, de 2 o 4 plazas, con techo fijo. Sus puertas suelen ser más grandes que en la versión berlina y el techo más bajo.
EstateTérmino inglés para una ranchera.
FastbackDiseño en el que el techo va cayendo hasta terminar en la parte inferior del coche, pero sin ser un portón trasero.

LimusinaCoche de longitud muy grande, generalmente con las lunas tintadas.

## Segmentos de automóvil
La mayoría de los tipos de automóviles se pueden clasificar en segmentos, en especial las berlinas (sedán), los monovolúmenes y los todoterrenos. Estos agrupan a los automóviles según su tamaño, y correspondientemente en potencia y precio.
- Microcoches: automóviles de dos plazas, de tamaño inferior al segmento A, de tamaño inferior a 3300 mm.
- Segmento A: automóviles de cuatro plazas de tamaños más pequeño, actualmente entre 3300 mm y 3700 mm.
- Segmento B: automóviles con capacidad para cuatro adultos y un niño; los hatchback y monovolúmenes rondan los 3900 mm, mientras que los sedanes (berlina) y familiares llegan a los 4200 mm.
- Segmento C: son los más pequeños con cinco plazas completas. Se ubican en torno a los 4200 mm en el caso de hatchbacks y 4500 mm en el caso de sedanes y familiares.
- Segmento D: también tienen cinco plazas pero tienen motores más potentes y maletero más grande. El tamaño es de aproximadamente 4600 mm.
- Segmento E: son los modelos más grandes de las fábricas de automóviles generalistas. El tamaño promedio es de 4800 mm.
- Segmento F: comprenden solo modelos de alta gama. Siempre superan los 5000 mm.